# Llista de passeigs espacials a l'Estació Espacial Internacional
Els passeigs espacials a l'Estació Espacial Internacional són els majors esdeveniments en el muntatge i manteniment del laboratori orbital. L'estació està situada en una òrbita baixa terrestre a uns 350 km (190 mi) per sobre de la superfície terrestre. L'estació pot ser vista des de la Terra a simple vista. L'assemblatge va començar en el 1998, i va acabar el 2011 amb l'últim vol del transbordador espacial estatunidenc, encara que més mòduls i maquinari van ser afegits posteriorment.
Els passeigs espacials per al manteniment de l'Estació Espacial Internacional són fites molt importants en la construcció del laboratori orbital. Els astronautes els realitzen per instal·lar nous components a l'estació, canviar la instal·lació dels sistemes, els mòduls, i els equips, i per observar, instal·lar, i recuperar experiments científics. L'EEI un projecte en el qual col·laboren setze països i sis agències espacials: la National Aeronautics and Space Administration (NASA), l'Agència Espacial Federal Russa (RSA), l'Agència Japonesa d'Exploració Aeroespacial (JAXA), l'Agència Espacial Canadenca (CSA/ASC), l'Agència Espacial Brasilera (AEB) i l'Agència Espacial Europea (ESA).
A causa de la complexa construcció de l'estació a l'espai, la NASA i les altres agències entrenen als seus astronautes exhaustivament, preparant-los per a eventualitats durant els seus passeigs, ensenyant-los com utilitzar equips i eines especials, i coordinant acuradament cada activitat durant els passeigs espacials. Des de 1998 fins al 2011, les administracions han programat trenta-set missions del transbordador per assemblar, equipar i iniciar la investigació i els experiments a bord de l'estació.
El passeig inicial que va donar començament a l'assemblatge de l'estació es va desenvolupar, tal com estava previst, el 7 de desembre de 1998. El 20 de novembre de 1998, s'havia llançat la primera secció de l'estació, el mòdul Zarià, des del cosmòdrom de Baikonur, a Kazakhstan,. Durant aquest passeig, van amarrar el node Unity al Zarià. El passeig més llarg va ser realitzat pels tripulants Susan J. Helms i James S. Voss, l'11 de març de 2001, i després van tornar a l'exclosa. Encara que van romandre en els seus vestits preparats per sortir de nou si hi havia problemes amb les operacions robòtiques. Aquest passeig espacial va durar en total vuit hores i cinquanta-sis minuts.
Amb data del 12 de maig de 2017, han estat 200 els passejos espacials dedicats a l'assemblatge i manteniment de l'Estació Espacial Internacional. En total, s'han emprat 1247 hores i 55 minuts en activitats extravehiculars (EVA). 127 d'aquests EVAs s'han realitzat des de la mateixa estació, en total 787 hores i 28 minuts.
Des del transbordador, s'han realitzat vint-i-vuit passeigs espacials, seixanta-vuit des de la càmera Quest, vint-i-sis des de la càmera Pirs, i un des del compartiment de transferència en la part davantera del mòdul de servei Zvezdà.
—
‡ indiquen que és un passeig espacial realitzat des de la càmera Pirs usant vestits russos Orlan.

† indiquen que és un passeig espacial realitzat des de l'exclosa de visites del transbordador.

La resta de passejos espacials s'han realitzat des de la càmera Quest.

Els passejos de les expedicions de l'EEI estan separats dels del transbordador mitjançant un separador.

## 1998–1999
|    | Missió         | Astronautes | Inici (UTC)                  | Fi (UTC)                     | Durada             |
| -- | -------------- | --- | ---------------------------- | ---------------------------- | ------------------ |
| 1. | STS-88 EVA 1 † | Jerry L. Ross James H. Newman | 7 de desembre de 1998 22:10  | 8 de desembre de 1998 05:31  | 7 hores, 21 minuts |
| 1. | STS-88 EVA 1 † | Connectats els cables de dades i elèctrics entre el node Unity i el Bloc de Càrrega Funcional Zarià (FCB). Els dos adaptadors d'unió pegats als extrems del Unity, |                              |                              |                    |
| 2. | STS-88 EVA 2 † | Jerry L. Ross James H. Newman | 9 de desembre de 1998 20:33  | 10 de desembre de 1998 03:35 | 7 hores, 02 minuts |
| 2. | STS-88 EVA 2 † | Instal·lades dues antenes l'exterior del mòdul Unity que són part del sistema de comunicació d'hora de banda S. |                              |                              |                    |
| 3. | STS-88 EVA 3 † | Jerry L. Ross James H. Newman | 12 de desembre de 1998 20:33 | 13 de desembre de 1998 03:32 | 6 hores, 59 min    |
| 3. | STS-88 EVA 3 † | Comprovada la coberta aïllant del cable de connexió en els baixos de l'adaptador d'acoblament pressuritzat (PMA 2) per comprovar que està completament instal·lat. Adjuntat les eines EVA en el lateral de l'adaptador d'acoblament pressuritzat (PMA 1) del Unity com a preparació per a propers EVAs, i inspeccionats els objectius del sistema de visió espacial de l'orbitador en el Unity. |                              |                              |                    |
| 4. | STS-96 †       | Tamara I. Jernigan Daniel T. Barry | 30 de maig de 1999 02:56     | 30 de maig de 1999 10:51     | 7 hores, 55 minuts |
| 4. | STS-96 †       | Transferides i instal·lades dues grues des de la zona de càrrega del transbordador en posicions fora de l'estació. Instal·lats dos nous recolza peus portàtils que utilitzaran tant les botes americanes com les russes, i adjuntades tres borses plenes d'eines i passamans que s'usaran en les futures operacions d'assemblatge.                                                              |                              |                              |                    |

## 2000
|     | Missió         | Astronautes | Inici (UTC)                  | Fi (UTC)                     | Durada             |
| --- | -------------- | --- | ---------------------------- | ---------------------------- | ------------------ |
| 5.  | STS-101 †      | James S. Voss Jeffrey N. Williams | 22 de maig de 2000 01:48     | 22 de maig de 2000 08:32     | 6 hores, 44 minuts |
| 5.  | STS-101 †      | Inspeccionat i assegurat la grua de càrrega de fabricació nord-americana coneguda com el Dispositiu Orbital de Transferència i Reemplaçament de Mòduls (Orbital Replacement Unit Transfer Device), completat l'assemblatge d'una grua de càrrega russa denominada Strela, i reemplaçada una de les dues antenes de comunicació inicials del Unity.       |                              |                              |                    |
| 6.  | STS-106 †      | Edward T. Dl. Iuri Ivanovich Malentxenko | 11 de setembre de 2000 04:47 | 11 de setembre de 2000 11:01 | 6 hores, 14 minuts |
| 6.  | STS-106 †      | Unit el cablejat que integra completament el mòdul Zvezdà a la resta de la ISS, i construït i connectat un magnetòmetre que fa de sistema de navegació de reserva per a l'estació. |                              |                              |                    |
| 7.  | STS-92 EVA 1 † | Leroy Chiao William S. McArthur | 15 d'octubre de 2000 14:27   | 15 d'octubre de 2000 20:55   | 6 hores, 28 minuts |
| 7.  | STS-92 EVA 1 † | Connectats dos conjunts de cables per proporcionar energia a les estufes i aqüeductes situats en l'armadura Z1, traslladats dos muntatges d'antenes de comunicació, i instal·lat una caixa d'eines per al seu ús durant la futura construcció en òrbita.                                                                                                 |                              |                              |                    |
| 8.  | STS-92 EVA 2 † | Michael E. López-Alegria Peter J.K. Wisoff | 16 d'octubre de 2000 14:15   | 16 d'octubre de 2000 21:22   | 7 hores, 07 minuts |
| 8.  | STS-92 EVA 2 † | Instal·lat el port d'acoblament de l'adaptador d'acoblament pressuritzat (PMA)-3, i preparat l'armadura Z1 per a la instal·lació dels panells solars. |                              |                              |                    |
| 9.  | STS-92 EVA 3 † | Leroy Chiao William S. McArthur | 17 d'octubre de 2000 14:30   | 17 d'octubre de 2000 21:18   | 6 hores, 48 minuts |
| 9.  | STS-92 EVA 3 † | Instal·lades dues unitats transformadores CC/CC a la part alta de l'armadura Z1 de l'estació. |                              |                              |                    |
| 10. | STS-92 EVA 4 † | Michael E. López-Alegria Peter J.K. Wisoff | 18 d'octubre de 2000 15:00   | 18 d'octubre de 2000 21:56   | 6 hores, 56 minuts |
| 10. | STS-92 EVA 4 † | Llevat un grapple fixture en el Z1 truss, desplegada una safata d'utilitats per al Z1, els pestells del mecanisme d'amarri manual per al Z1 van ser girats i oberts, i demostrada la validesa del paquet de capacitats SAFER (Ajuda simplificada per a rescat EVA).                                                                                      |                              |                              |                    |
| 11. | STS-97 EVA 1 † | Joseph R. Tanner Carlos E. Noriega | 3 de desembre de 2000 18:35  | 4 de desembre de 2000 02:08  | 7 hores, 33 minuts |
| 11. | STS-97 EVA 1 † | Connectat el armadura P6 a l'armadura Z1, i preparats els panells solars per al seu desplaçament. Preparat el radiador per al desplegament del sistema elèctric. |                              |                              |                    |
| 12. | STS-97 EVA 2 † | Joseph R. Tanner Carlos E. Noriega | 5 de desembre de 2000 17:21  | 5 de desembre de 2000 23:58  | 6 hores, 37 minuts |
| 12. | STS-97 EVA 2 † | Configurada l'estació espacial per usar l'energia del P6. Posicionada l'antena de banda S perquè la usi l'estació espacial. Preparada l'estació per a l'arribada del laboratori nord-americà Destiny. |                              |                              |                    |
| 13. | STS-97 EVA 3 † | Joseph R. Tanner Carlos E. Noriega | 7 de desembre de 2000 16:13  | 7 de desembre de 2000 21:23  | 5 hores, 10 minuts |
| 13. | STS-97 EVA 3 † | Posicionat una prova de potencial flotant per mesurar els camps de plasma envoltant l'estació espacial, dut a terme el treball de reparació per incrementar la tensió en els llençols dels panells solars d'estribord que no es van estirar completament durant el desplegament, i instal·lada una càmera de línia central en l'exterior del node Unity. |                              |                              |                    |

## 2001
|     | Missió              | Astronautes | Inici (UTC)                  | Fi (UTC)                     | Durada             |  |
| --- | ------------------- | --- | ---------------------------- | ---------------------------- | ------------------ |  |
| 14. | STS-98 EVA 1 †      | Thomas D. Jones Robert L. Curbeam | 10 de febrer de 2001 15:50   | 10 de febrer de 2001 23:24   | 7 hores, 34 minuts |  |
| 14. | STS-98 EVA 1 †      | Eliminades les cobertes de llançament protectores i desconnectats els cables d'energia i refrigeració entre el Destiny i el Atlantis, mentre els tripulants en el seu interior desplaçaven els 3.800 peus cúbics de laboratori des de la badia de càrrega fins al seu lloc en el node Unity. Després, Curbeam i Jones van connectar les línies elèctriques, de dades i de refrigeració al laboratori. Durant aquest procediment una petita quantitat de cristalls d'amoníac es van escapar d'una de les mànegues, fet que provocà un procediment de descontaminació. |                              |                              |                    |  |
| 15. | STS-98 EVA 2 †      | Thomas D. Jones Robert L. Curbeam | 12 de febrer de 2001 15:59   | 12 de febrer de 2001 22:49   | 6 hores, 50 minuts |  |
| 15. | STS-98 EVA 2 †      | Instal·lat l'adaptador d'acoblament del transbordador en el Destiny, instal·lades les cobertes aïllants sobre els caragols que mantenien el Destiny en el seu lloc durant el llançament, subjectat un respirador al sistema d'aire del laboratori, instal·lats passamans i buits per als peus en l'exterior del Destiny, i subjectada una base per al futur braç robòtic de l'estació. |                              |                              |                    |  |
| 16. | STS-98 EVA 3 †      | Thomas D. Jones Robert L. Curbeam | 14 de febrer de 2001 14:48   | 14 de febrer de 2001 20:13   | 5 hores, 25 minuts |  |
| 16. | STS-98 EVA 3 †      | Subjectada una antena de comunicacions de recanvi a l'estació, doble comprovació de les connexions entre el laboratori Destiny i el seu port d'acoblament, es prova un radiador de refrigeració en l'estació, s'inspecciona les connexions dels panells solars a la part alta de l'estació, i comprovada l'habilitat d'un "astronauta" per transportar un tripulant immobilitzat de tornada a la resclosa d'aire del transbordador. Aquest va ser el passeig espacial número 100 dels EUA. |                              |                              |                    |  |
| 17. | STS-102 EVA 1 †     | James S. Voss Susan J. Helms | 11 de març de 2001 05:12     | 11 de març de 2001 14:08     | 8 hores, 56 minuts |  |
| 17. | STS-102 EVA 1 †     | Preparat l'Adaptador d'acoblament pressurizat 3 per desplaçar-ho del port de cara a la terra del Unity fins al del port lateral per fer lloc al Leonardo, el mòdul logístic multipropòsit construït per la Agència Espacial Italiana. Retirat un "Lab Cradle Assembly" de la zona de càrrega del transbordador i instal·lat en el lateral del Destiny, i instal·lat una safata de cables cap al Destiny per al seu futur ús pel braç robòtic de l'estació. Després de tornar a entrar en la resclosa del transbordador, Voss i Helms van romandre preparats per ajudar en cas que un tripulant a l'interior del transbordador tingués algun problema instal·lant el port d'acoblament. Va ser el passeig espacial més llarg en la història del transbordador. |                              |                              |                    |  |
| 18. | STS-102 EVA 2 †     | Andrew S. W. Thomas Paul W. Richards | 13 de març de 2001 05:23     | 13 de març de 2001 11:44     | 6 hores, 21 minuts |  |
| 18. | STS-102 EVA 2 †     | Instal·lada una plataforma d'emmagatzematge externa per a recanvis de l'estació, subjectada una bomba d'amoníac refrigerant de recanvi a la plataforma, finalitzada la connexió de diversos cables col·locats durant la primera EVA pel braç robòtic de l'estació. Inspeccionada una connexió de l'escalfador del node Unity, i examinat un experiment exterior, la sonda de potencial flotant. |                              |                              |                    |  |
| 19. | STS-100 EVA 1 †     | Chris Hadfield Scott I. Parazynski | 22 d'abril de 2001 11:45     | 22 d'abril de 2001 18:55     | 7 hores, 10 minuts |  |
| 19. | STS-100 EVA 1 †     | Instal·lada l'antena UHF de l'estació, i el Canadarm2 fabricat per la Agència Espacial Canadenca. Connectats els cables que donen potència al braç i que li permet acceptar ordres informàtiques des de l'interior del laboratori. Hadfield es va convertir en el primer caminant espacial canadenc. |                              |                              |                    |  |
| 20. | STS-100 EVA 2 †     | Chris Hadfield Scott I. Parazynski | 24 d'abril de 2001 12:34     | 24 d'abril de 2001 20:14     | 7 hores, 40 minuts |  |
| 20. | STS-100 EVA 2 †     | Connectats els circuits d'energia i dades pel Canadarm2 en el Destiny, retirada una antena de comunicacions inicial, transferits una unitat d'interruptors de corrent continu de recanvi des de la zona de càrrega del transbordador fins a un prestatge d'emmagatzematge d'equips en l'exterior del Destiny. |                              |                              |                    |  |
|     |                     | |                              |                              |                    |  |
| 21. | Expedició 2         | Iuri Ussatxov James Voss | 8 de juny de 2001 14:21      | 8 de juny de 2001 14:40      | 0 hores, 19 minuts |  |
| 21. | Expedició 2         | Instal·lat el con d'acoblament en el mòdul Zarià, preparant-ho per a l'arribada del compartiment d'acoblament Pirs. És l'única EVA dirigida des del compartiment de transferència en l'extrem davanter del mòdul de servei Zvezdà. |                              |                              |                    |  |
|     |                     | |                              |                              |                    |  |
| 22. | STS-104 EVA 1 †     | Michael L. Gernhardt James F. Reilly | 15 de juliol de 2001 03:10   | 15 de juliol de 2001 09:09   | 5 hores, 59 minuts |  |
| 22. | STS-104 EVA 1 †     | Instal·lada la exclosa d'aire Quest en el node Unity. |                              |                              |                    |  |
| 23. | STS-104 EVA 2 †     | Michael L. Gernhardt James F. Reilly | 18 de juliol de 2001 03:04   | 18 de juliol de 2001 09:33   | 6 hores, 29 minuts |  |
| 23. | STS-104 EVA 2 †     | Instal·lat un dels tancs de nitrogen d'alta pressió, i un dels tancs d'oxigen d'alta pressió en la Quest, i instal·lades les cobertes de l'element d'atracament. |                              |                              |                    |  |
| 24. | STS-104 EVA 3       | Michael L. Gernhardt James F. Reilly | 21 de juliol de 2001 04:35   | 21 de juliol de 2001 08:37   | 4 hores, 02 minuts |  |
| 24. | STS-104 EVA 3       | Primera EVA dirigida des de la càmera Quest. Instal·lat el segon tanc de nitrogen d'alta pressió, i el segon tanc d'oxigen en la resclosa d'aire Quest. |                              |                              |                    |  |
| 25. | STS-105 EVA 1 †     | Daniel T. Barry Patrick G. Forrester | 16 d'agost de 2001 13:58     | 16 d'agost de 2001 20:14     | 6 hores, 16 minuts |  |
| 25. | STS-105 EVA 1 †     | Instal·lat un primer subministrador d'amoníac en l'armadura P6 de l'estació, ubicació de la restricció de peus en una posició estibada, i instal·lat els contenidors de l'experiment de materials de l'Estació Espacial Internacional (MISSE)-1 i 2 en la càmera Quest. |                              |                              |                    |  |
| 26. | STS-105 EVA 2 ?     | Daniel T. Barry Patrick G. Forrester | 18 d'agost de 2001 13:42     | 18 d'agost de 2001 19:11     | 5 hores, 29 minuts |  |
| 26. | STS-105 EVA 2 ?     | Instal·lats els cables de calefacció i els passamans en el laboratori Destiny de l'estació. |                              |                              |                    |  |
|     |                     | |                              |                              |                    |  |
| 27. | Expedició 3 EVA 1 ‡ | Vladímir Dejúrov Mikhaïl Tiurin | 8 d'octubre de 2001 14:24    | 8 d'octubre de 2001 19:22    | 4 hores, 58 minuts |  |
| 27. | Expedició 3 EVA 1 ‡ | Instal·lats diversos cables entre la càmera Pirs, i el mòdul Zvezdà per permetre les comunicació per ràdio durant els passeigs espacials entre les dues seccions. Instal·lats passamans en el Pirs, i instal·lada una escala exterior per ajudar els astronautes a sortir del Pirs. Instal·lada una grua de càrrega Strela. |                              |                              |                    |  |
| 28. | Expedició 3 EVA 2 ‡ | Vladímir Dejúrov Mikhaïl Tiurin | 15 d'octubre de 2001 09:17   | 15 d'octubre de 2001 15:08   | 5 hores, 51 minuts |  |
| 28. | Expedició 3 EVA 2 ‡ | Instal·lats uns experiments comercials russos (MPAC-SEEDS) en l'exterior del compartiment d'atracament Pirs. |                              |                              |                    |  |
| 29. | Expedició 3 EVA 3 ‡ | Vladímir Dejúrov Frank Culbertson | 12 de novembre de 2001 21:41 | 13 de novembre de 2001 02:46 | 5 hores, 05 minuts |  |
| 29. | Expedició 3 EVA 3 ‡ | Connectats diversos cables en l'exterior del Pirs per al sistema d'acoblament automatitzat Kurs, completades les comprovacions de la grua de càrrega Strela, i examinat i fotografiat un dels panells solars en el Zvezdà que no estava completament desplegat. |                              |                              |                    |  |
| 30. | Expedició 3 EVA 4 ‡ | Vladímir Dejúrov Mikhaïl Tiurin | 3 de desembre de 2001 13:20  | 3 de desembre de 2001 16:06  | 2 hores, 46 minuts |  |
| 30. | Expedició 3 EVA 4 ‡ | Retirada una obstrucció que evitava que una nau de subministraments Progress s'aclopés fermament amb l'estació, i preses diverses imatges de les restes i de la interfície d'acoblament. |                              |                              |                    |  |
|     |                     | |                              |                              |                    |  |
| 31. | STS-108 †           | Linda M. Godwin Daniel M. Tani | 10 de desembre de 2001 17:52 | 10 de desembre de 2001 22:04 | 4 hores, 12 minuts |  |
| 31. | STS-108 †           | Instal·lades diverses cobertes aïllants al voltant de dues càrdanes d'assemblatge Beta que feien girar les ales del panell solar, i realitzades amb èxit diverses tasques com a preparatiu per als passeigs espacials de la STS-110. |                              |                              |                    |  |

## 2002
|     | Missió              | Astronautes | Inici (UTC)                  | Fi (UTC)                     | Durada             |  |
| --- | ------------------- | --- | ---------------------------- | ---------------------------- | ------------------ |  |
| 32. | Expedició 4 EVA 1 ‡ | Iuri Onufrienko Carl I. Walz | 14 de gener de 2002 20:59    | 15 de gener de 2002 03:02    | 6 hores, 03 minuts |  |
| 32. | Expedició 4 EVA 1 ‡ | Desplaçada la ploma de càrrega per a la grua russa Strela de l'PMA1 a l'exterior del compartiment d'atracament Pirs, instal·lada una antena de radioaficionat en l'extrem del Zvezdà. |                              |                              |                    |  |
| 33. | Expedició 4 EVA 2 ‡ | Iuri Onufrienko Daniel W. Bursch | 25 de gener de 2002 15:19    | 25 de gener de 2002 21:18    | 5 hores, 59 minuts |  |
| 33. | Expedició 4 EVA 2 ‡ | Instal·lats sis escuts deflectors per als propulsors del Zvezdà, instal·lada una segona antena de radioaficionat, situats quatre experiments científics, i consultat i reemplaçat un dispositiu per mesurar el material dels propulsors. |                              |                              |                    |  |
| 34. | Expedició 4 EVA 3   | Carl I. Walz Daniel W. Bursch | 20 de febrer de 2002 11:38   | 20 de febrer de 2002 17:25   | 5 hores, 47 minuts |  |
| 34. | Expedició 4 EVA 3   | Comprovada l'exclosa Quest, i preparada per al quart passeig espacial que serà realitzat durant la STS-110. El primer passeig espacial està planejat en l'exterior de la Quest sense la presència del transbordador espacial en l'estació. |                              |                              |                    |  |
|     |                     | |                              |                              |                    |  |
| 35. | STS-110 EVA 1       | Steven L. Smith Rex J. Walheim | 11 d'abril de 2002 14:36     | 11 d'abril de 2002 22:24     | 7 hores, 48 minuts |  |
| 35. | STS-110 EVA 1       | Començament de la instal·lació de l'armadura S0 en el Destiny, instal·lades les connexions d'energia bàsiques i de dades entre l'estació i el S0, i instal·lats dos puntals davanters que mantenen permanentment l'armadura en el seu lloc. |                              |                              |                    |  |
| 36. | STS-110 EVA 2       | Jerry L. Ross Llegeix M.I. Morin | 13 d'abril de 2002 14:09     | 13 d'abril de 2002 21:39     | 7 hores, 30 minuts |  |
| 36. | STS-110 EVA 2       | Continuada la instal·lació de l'armadura S0, instal·lats els cables de connexió del sistema elèctric i de dades entre el S0 i l'estació, i instal·lats dos puntals de popa que mantenen permanentment l'armadura en el seu lloc. |                              |                              |                    |  |
| 37. | STS-110 EVA 3       | Steven L. Smith Rex J. Walheim | 14 d'abril de 2002 13:48     | 14 d'abril de 2002 20:15     | 6 hores, 27 minuts |  |
| 37. | STS-110 EVA 3       | Alliberada la pinça que es va usar en l'amarri inicial de l'armadura S0, instal·lats diversos connectors que seran usats per portar energia fins al Canadarm2 quan estigui sobre l'armadura, alliberats les restriccions per al llançament del Transport Mòbil, i retirada una petita coberta tèrmica del radiador del transport mòbil. |                              |                              |                    |  |
| 38. | STS-110 EVA 4       | Jerry L. Ross Llegeix M.I. Morin | 16 d'abril de 2002 14:29     | 16 d'abril de 2002 21:06     | 6 hores, 37 minuts |  |
| 38. | STS-110 EVA 4       | Pivotada la "Resclosa Spur", que usaran els astronautes en el futur com a camí des de la resclosa fins a l'armadura, instal·lats passamans en el S0, assemblatge parcial d'una plataforma, i instal·lats dos focus. |                              |                              |                    |  |
| 39. | STS-111 EVA 1       | Franklin Chang-Díaz Philippe Perrin | 9 de juny de 2002 15:27      | 9 de juny de 2002 22:41      | 7 hores, 14 minuts |  |
| 39. | STS-111 EVA 1       | Instal·lada una estructura d'atracatge, energia i dades a l'armadura P6, retirats els panells de detrits de la badia de càrrega del Endeavour' i amarrats a una localització temporal en l'PMA1, i retirada la coberta tèrmica per preparar la instal·lació del Sistema base mòbil (MBS) en el transport mòbil de l'estació. |                              |                              |                    |  |
| 40. | STS-111 EVA 2       | Franklin Chang-Díaz Philippe Perrin | 11 de juny de 2002 15:20     | 11 de juny de 2002 20:20     | 5 hores, 00 minuts |  |
| 40. | STS-111 EVA 2       | Amarrada el Sistema base mòbil al Transport mòbil, connectats els cables d'energia, dades i vídeo des de l'estació fins al MBS. |                              |                              |                    |  |
| 41. | STS-111 EVA 3       | Franklin Chang-Díaz Philippe Perrin | 13 de juny de 2002 15:16     | 13 de juny de 2002 22:33     | 7 hores, 17 minuts |  |
| 41. | STS-111 EVA 3       | Reemplaçada la junta del Canadarm2, i guardada la vella junta en la zona de càrrega del transbordador per al seu retorn a la Terra. |                              |                              |                    |  |
|     |                     | |                              |                              |                    |  |
| 42. | Expedició 5 EVA 1 ‡ | Valeri Korzun Peggy Whitson | 16 d'agost de 2002 09:25     | 16 d'agost de 2002 13:48     | 4 hores, 23 minuts |  |
| 42. | Expedició 5 EVA 1 ‡ | Instal·lats sis panells de detrits micro-meteoroides en el Zvezdà. |                              |                              |                    |  |
| 43. | Expedició 5 EVA 2 ‡ | Valeri Korzun Serguei Treshchev | 26 d'agost de 2002 05:27     | 26 d'agost de 2002 10:48     | 5 hores, 21 minuts |  |
| 43. | Expedició 5 EVA 2 ‡ | Instal·lat un marc en l'exterior del Zarià per a tasques d'assemblat durant els passejos espacials, instal·lades noves mostres i un parell d'experiments de l'Agència Japonesa d'Exploració Aeroespacial situats en el Zvezdà, instal·lats dispositius en el Zvezdà que simplificarien l'assignació de rutes d'amarratge durant els futurs passejos espacials, i instal·lats dues antenes de radioaficionat addicionals en el Zvezdà.                                                                                         |                              |                              |                    |  |
|     |                     | |                              |                              |                    |  |
| 44. | STS-112 EVA 1       | David A. Wolf Piers J. Sellers | 10 d'octubre de 2002 15:21   | 10 d'octubre de 2002 22:22   | 7 hores, 01 minuts |  |
| 44. | STS-112 EVA 1       | Alliberats els tancaments de seguretat que mantenien en el seu lloc als radiadors del armadura S1 durant el llançament, connectades les línies d'energia, dades, i fluids entre l'armadura S1 i el S0, desplegada el segon sistema de comunicacions de banda S de l'estació, instal·lada la primera dels dues càmeres externes, i alliberats els tancaments de seguretat per al llançament en l'estació de treball mòbil de l'armadura, Ajuda pel trasllat d'equips i astronautes (ZETA, Crew and Equipment Translation Aid). |                              |                              |                    |  |
| 45. | STS-112 EVA 2       | David A. Wolf Piers J. Sellers | 12 d'octubre de 2002 14:31   | 12 d'octubre de 2002 20:35   | 6 hores, 04 minuts |  |
| 45. | STS-112 EVA 2       | Instal·lada una segona càmera externa, alliberats més tancaments de seguretat dels radiadors, retirades les cobertes d'aïllament en els accessoris de desconnexió ràpida prop del Z1 i l'entroncament P6 i instal·lats dispositius Spool Positioning, alliberats els tancaments d'estribord en la carreta ZETA, i connectats els cables d'assemblatge del tanc d'amoníac. |                              |                              |                    |  |
| 46. | STS-112 EVA 3       | David A. Wolf Piers J. Sellers | 14 d'octubre de 2002 14:08   | 14 d'octubre de 2002 20:44   | 6 hores, 36 minuts |  |
| 46. | STS-112 EVA 3       | Retirada i reemplaçada la interfície de muntatge umbilical en el transport mòbil de l'estació, instal·lades dues clavilles que permetran que flueixi el refrigerant d'amoníac entre les armadures S0 i S1, alliberada i estibada una biela d'arrossegament, i instal·lats dispositius (SPD) Spool Positioning Devices en els tubs d'amoníac. |                              |                              |                    |  |
| 47. | STS-113 EVA 1       | Michael López-Alegria John Herrington | 26 de novembre de 2002 19:49 | 26 de novembre de 2002 02:34 | 6 hores, 45 minuts |  |
| 47. | STS-113 EVA 1       | Iniciada la instal·lació de l'armadura P1, instal·lades les connexions entre l'armadura S0 i el P1, alliberats els tancaments en la carreta ZETA, instal·lats els SPDs en l'estació, retirada una biela d'arrossegament en el P1 que s'usava com a tancament de seguretat, i instal·lat un sistema transceptor d'assemblatge de vídeo Wireless en el node Unity. |                              |                              |                    |  |
| 48. | STS-113 EVA 2       | Michael López-Alegria John Herrington | 28 de novembre de 2002 18:36 | 29 de novembre de 2002 00:46 | 6 hores, 10 minuts |  |
| 48. | STS-113 EVA 2       | Instal·les clavilles de fluids on s'uneixen el S0 i el P1, retirat el pin de la quilla d'estribord del P1, instal·lat un altre sistema de vídeo Wireless de muntatge transceptor extern en el P1, i retornada la carreta ZETA des del P1 a l'armadura S1. |                              |                              |                    |  |
| 49. | STS-113 EVA 3       | Michael López-Alegria John Herrington | 30 de novembre de 2002 19:25 | 1 de desembre de 2002 02:25  | 7 hores, 00 minuts |  |
| 49. | STS-113 EVA 3       | Instal·lats més dispositius Spool Positioning, reconfigurats els arnesos elèctrics que adreçaven la potència elèctrica a través dels commutadors del bus principal, i connectats els tubs de l'assemblatge del tanc d'amoníac. |                              |                              |                    |  |

## 2003
|     | Missió            | Astronautes | Inici (UTC)               | Fi (UTC)                  | Durada             |
| --- | ----------------- | --- | ------------------------- | ------------------------- | ------------------ |
| 50. | Expedició 6 EVA 1 | Kenneth Bowersox Donald Pettit | 15 de gener de 2003 12:50 | 15 de gener de 2003 19:41 | 6 hores, 51 minuts |
| 50. | Expedició 6 EVA 1 | Alliberats els tancaments de seguretat restants de l'assemblatge del radiador P1, retirats els detrits en un reptí del port d'acoblament del Unity, i comprovada una reserva d'amoníac en l'armadura P6 de l'estació.                                                               |                           |                           |                    |
| 51. | Expedició 6 EVA 2 | Kenneth Bowersox Donald Pettit | 8 d'abril de 2003 12:40   | 8 d'abril de 2003 19:06   | 6 hores, 26 minuts |
| 51. | Expedició 6 EVA 2 | Reconfigurats els cables en el S0 (S-zero) i en les armadures P1 i S1, reemplaçat un mòdul de control d'energia en el transport mòbil, instal·lats dispositius Spool Positioning en el Destiny, i reinstal·lada una coberta tèrmica en el mòdul vàlvula del radiador de la biga S1. |                           |                           |                    |

## 2004
|     | Missió              | Astronautes | Inici (UTC)                 | Fi (UTC)                    | Durada             |
| --- | ------------------- | --- | --------------------------- | --------------------------- | ------------------ |
| 52. | Expedició 8 ‡       | Michael Foale Aleksandr Kaleri | 26 de febrer de 2004 21:17  | 27 de febrer de 2004 01:12  | 3 hores, 55 minuts |
| 52. | Expedició 8 ‡       | Substituïts els contenidors de cassets que contenen mostres de materials per a un experiment microgravetat, muntat l'experiment rus Matryoshka al Zvezdà, i es va treure un experiment d'impactes de micrometeors de la JAXA. El passeig espacial va ser finalitzat abans d'hora a causa d'un malfuncionament del sistema de refrigeració del vestit espacial d'en Kaleri. |                             |                             |                    |
| 53. | Expedició 9 EVA 1 ‡ | Guennadi Pàdalka Edward Fincke | 24 de juny 2004 21:56       | 24 de juny 2004 22:10       | 0 hores, 14 min    |
| 53. | Expedició 9 EVA 1 ‡ | El passeig espacial va durar poc a causa d'un problema en el tanc d'oxigen del vestit espacial d'en Fincke. Control de la Missió va decidir reprogramar el passeig espacial pel 30 de juny. |                             |                             |                    |
| 54. | Expedició 9 EVA 2 ‡ | Guennadi Pàdalka Edward Fincke | 30 de juny de 2004 21:19    | 1 de juliol de 2004 02:59   | 5 hores, 40 min    |
| 54. | Expedició 9 EVA 2 ‡ | Es va substituir un Remote Power Controller (RPC) que va fallar a l'abril, causant una pèrdua d'energia en el Control Moment Gyroscope Núm. 2 (CMG 2). |                             |                             |                    |
| 55. | Expedició 9 EVA 3 ‡ | Guennadi Pàdalka Edward Fincke | 3 d'agost de 2004 06:58     | 3 d'agost de 2004 11:28     | 4 hores, 30 min    |
| 55. | Expedició 9 EVA 3 ‡ | Es va retirar els retroreflectors làser del compartiment de muntatge Zvezdà, i es van instal·lar tres nous retroreflectors làser i una mira videomedidora interna en preparació pel Automated Transfer Vehicle (ATV). Es va instal·lar dos antenes, i es va treure i substituir l'experiment Kromka.                                                                       |                             |                             |                    |
| 56. | Expedició 9 EVA 4 ‡ | Guennadi Pàdalka Edward Fincke | 3 de setembre de 2004 16:43 | 3 de setembre de 2004 22:04 | 5 hores, 20 min    |
| 56. | Expedició 9 EVA 4 ‡ | Es va substituir el panell de control de fluids del Mòdul de Control del Zarià, es va instal·lar quatre caps guia d'amarratge de seguretat en els passamans del Zarià, instal·lades tres antenes de comunicacions, i retirades les cobertes de les antenes. |                             |                             |                    |

## 2005
|     | Missió               | Astronautes | Inici (UTC)                 | Fi (UTC)                    | Durada             |  |
| --- | -------------------- | --- | --------------------------- | --------------------------- | ------------------ |  |
| 57. | Expedició 10 EVA 1 ‡ | Leroy Chiao Salijan Xarípov | 26 de gener de 2005 07:43   | 26 de gener de 2005 13:11   | 5 hores, 28 min    |  |
| 57. | Expedició 10 EVA 1 ‡ | Completada la instal·lació de l'Universal Work Platform, muntat l'experiment comercial europeu Rokviss (Robotic Components Verification on ISS) i la seva antena, instal·lat l'experiment rus Biorisk, i traslladat un experiment d'exposició japonès. |                             |                             |                    |  |
| 58. | Expedició 10 EVA 2 ‡ | Leroy Chiao Salijan Xarípov | 28 de març de 2005 06:25    | 28 de març de 2005 10:55    | 4 hores, 30 min    |  |
| 58. | Expedició 10 EVA 2 ‡ | Instal·lat l'equip de navegació i comunicacions per a l'arribada del primer Automated Transfer Vehicle (ATV), i desplegat un nanosatèl·lit rus. |                             |                             |                    |  |
|     |                      | |                             |                             |                    |  |
| 59. | STS-114 EVA 1 †      | Soichi Noguchi Stephen K. Robinson | 30 de juliol de 2005 09:48  | 30 de juliol de 2005 17:36  | 6 hores, 50 min    |  |
| 59. | STS-114 EVA 1 †      | Demostrades les tècniques de reparació i millores de la protecció tèrmica al sistema de control d'altitud de l'estació. Instal·lada una base i el cablejat de l'External Stowage Platform, es recondueix l'energia al Control Moment Gyroscope-2 (CMG-2), recuperats dos experiments d'exposició, i substituïda una antena defectuosa de GPS de l'estació. |                             |                             |                    |  |
| 60. | STS-114 EVA 2 †      | Soichi Noguchi Stephen K. Robinson | 1 d'agost de 2005 08:42     | 1 d'agost de 2005 15:56     | 7 hores, 14 minuts |  |
| 60. | STS-114 EVA 2 †      | Retirat un CMG-1defectuós de l'armadura Z1, instal·lat el CMG-1 defectuós a la zona de càrrega del Discovery, i instal·lat el nou CMG-1 en el segment de l'armadura Z1. |                             |                             |                    |  |
| 61. | STS-114 EVA 3 †      | Soichi Noguchi Stephen K. Robinson | 3 d'agost de 2005 08:48     | 3 d'agost de 2005 14:49     | 6 hores, 1 minut   |  |
| 61. | STS-114 EVA 3 †      | Fotografiat i inspeccionat l'escut tèrmic del Discovery, retirats dos llosetes que sobresortien en la zona davantera de sota el transbordador, i instal·lat un el satèl·lit de radioaficionat PCSAT2. |                             |                             |                    |  |
|     |                      | |                             |                             |                    |  |
| 62. | Expedició 11 EVA 1 ‡ | Serguei Krikaliov John Phillips | 18 d'agost de 2005 19:02    | 19 d'agost de 2005 00:00    | 4 hores, 58 minuts |  |
| 62. | Expedició 11 EVA 1 ‡ | Recuperat un dels tres carrets de l'experiment del Biorisk, es retira l'expeiment Micro-Particles Capturer i el Space Environment Exposure Device del Zvezdà, recuperat l'experiment Matroska, instal·lada una càmera de televisió per l'acoblament de l'Automated Transfer Vehicle (ATV).                                                                 |                             |                             |                    |  |
| 63. | Expedició 12 EVA 1   | William S. McArthur Valeri Tokarev | 7 de novembre de 2005 15:32 | 7 de novembre de 2005 20:54 | 5 hores, 22 minuts |  |
| 63. | Expedició 12 EVA 1   | Instal·lat i preparat una càmera en l'armadura del P1, recuperat un Rotary Joint Motor Controller (RJMC) avariat, expulsada una Floating Potential Probe, i retirat i substituït un mòdul controlador remot d'energia en el Transportador Mòbil. Primer passeig espacial des del Quest des de l'abril de 2003.                                             |                             |                             |                    |  |

## 2006
|     | Missió               | Astronautes | Inici (UTC)                  | Fi (UTC)                     | Durada             |  |
| --- | -------------------- | --- | ---------------------------- | ---------------------------- | ------------------ |  |
| 64. | Expedició 12 EVA 2 ‡ | William S. McArthur Valeri Tokarev | 3 de febrer de 2006 9:55     | 3 de febrer de 2006 16:27    | 5 hores, 43 minuts |  |
| 64. | Expedició 12 EVA 2 ‡ | Es va alliberar el SuitSat-1, es va recuperar l'experiment Biorisk, es va fotografiar un sensor d'un experiment micrometeoroides, es va traslladar un adaptador per una petita grua, i es va llançar el cable umbilical del Mobile Transporter. |                              |                              |                    |  |
| 65. | Expedició 13 EVA 1 ‡ | Pàvel Vinogràdov Jeffrey Williams | 1 de juny de 2006 23:48      | 2 de juny de 2006 06:19      | 6 hores, 31 min    |  |
| 65. | Expedició 13 EVA 1 ‡ | Es va reparar un respirador per la unitat Elektron per a la producció d'energia, es va recuperar un experiment Biorisk, es va recuperar un dispositiu de control de contaminació del Zvezdà, i es va substituir una càmera avariada en el Mobile Base System. |                              |                              |                    |  |
|     |                      | |                              |                              |                    |  |
| 66. | STS-121 EVA 1        | Piers Sellers Michael E. Fossum | 8 de juliol de 2006 13:17    | 8 de juliol de 2006 20:48    | 7 hores, 31 min    |  |
| 66. | STS-121 EVA 1        | Es va instal·lar una fulla bloquejadora en el zenit del Interface Umbilical Assembly (IUA) per protegir els cables d'energia, dades i video sense danys, es va reconduir el cable per preparar el segon EVA. Es va provar la combinació del Space Shuttle Remote Manipulator System (SSRMS) i el Orbiter Boom Sensor System (OBSS) com a plataforma pels astronautes per poder realitzar reparacions a un orbitador danyat. |                              |                              |                    |  |
| 67. | STS-121 EVA 2        | Piers Sellers Michael E. Fossum | 10 de juliol de 2006 12:14   | 10 de juliol de 2006 19:01   | 6 hores, 47 min    |  |
| 67. | STS-121 EVA 2        | Es va recuperar el carret del Transportador Mòbil de l'estació per a operacions completes, i es va lliurar un mòdul bomba de recanvi pel sistema de refrigeració de l'estació. El paquet SAFER d'en Sellers es va desprendre durant l'EVA, requerint en Fossum de parar dues vegades durant la caminada espacial per assegurar el paquet amb seguretat. |                              |                              |                    |  |
| 68. | STS-121 EVA 3        | Piers Sellers Michael E. Fossum | 12 de juliol de 2006 7:11    | 12 de juliol de 2006 13:31   | 6 hores, 20 minuts |  |
| 68. | STS-121 EVA 3        | Es va utilitzar una càmera d'infraroig per gravar 20 segons de video de panells de reinforced carbon-carbon (RCC) seleccionats en la vora d'atac de l'ala del transbordador, i llavors traslladar-los a la zona de càrrega per comprovar la reparació d'un material conegut com a NOAX en llosetes predanyades del transbordador que van ser traslladats en un contenidor de proves. |                              |                              |                    |  |
|     |                      | |                              |                              |                    |  |
| 69. | Expedició 13 EVA 2   | Jeffrey Williams Thomas Reiter | 3 d'agost de 2006 14:04      | 3 d'agost de 2006 19:58      | 5 hores, 54 minuts |  |
| 69. | Expedició 13 EVA 2   | Instal·lat: El Floating Potential Measurement Unit (FPMU), dos materials en els contenidors del Materials International Space Station Experiment (MISSE), un controlador per a una junta rotatòria de radiador termal en l'armadura S1, un pont d'estribord i un spool positioning device (SPD) en el S1, una llum en el carret de rail de l'armadura, i instal·lat i substituït un antena GPS avariada. Es va provar una càmera d'infraroig dissenyada per detectar danys en les llosetes tèrmiques de reinforced carbon-carbon (RCC) del transbordador. Inspecció i fotografies d'una rascada a l'escotilla de la cambra d'aire del Quest. |                              |                              |                    |  |
|     |                      | |                              |                              |                    |  |
| 70. | STS-115 EVA 1        | Joe Tanner Heidemarie Stefanyshyn-Piper | 12 de setembre de 2006 10:17 | 12 de setembre de 2006 15:43 | 5 hores, 26 minuts |  |
| 70. | STS-115 EVA 1        | Instal·lació inicial de l'armadura P3/P4 de l'estació. Connectats els cables d'energia en l'armadura, s'alliberen les restriccions de llançament en la caixa de manta del panell solar, el Beta Gimbal Assembly, i les ales dels panells solars. Configurat el Solar Alpha Rotary Joint (SARJ), i es retira dos dispositius d'interrupció de circuits per preparar el STS-116. Piper es va convertir en la setena dona americana en realitzar un passeig espacial. |                              |                              |                    |  |
| 71. | STS-115 EVA 2        | Dan Burbank Steve MacLean | 13 de setembre de 2006 9:05  | 13 de setembre de 2006 16:16 | 7 hores, 11 minuts |  |
| 71. | STS-115 EVA 2        | Continuada la instal·lació en l'armadura P3/4 de l'estació, i activat el SARJ. |                              |                              |                    |  |
| 72. | STS-115 EVA 3        | Joe Tanner Heidemarie Stefanyshyn-Piper | 15 de setembre de 2006 10:00 | 15 de setembre de 2006 16:42 | 6 hores, 42 minuts |  |
| 72. | STS-115 EVA 3        | Instal·lat un radiador en l'armadura del P3/4, alimentat amb energia elèctrica un radiador de refrigeració pels nous panells solars, substituïda una antena de ràdio de banda S, i instal·lat una coberta tèrmica per una altra antena. Tanner va prendre fotos de les ales del transbordador utilitzant una càmera d'infraroig per comprovar les habilitats de la càmera per detectar danys. |                              |                              |                    |  |
|     |                      | |                              |                              |                    |  |
| 73. | Expedició 14 EVA 1 ? | Mikhaïl Tiurin Michael Lopez-Alegria | 22 de setembre de 2006 23:17 | 23 de setembre de 2006 04:55 | 5 hores, 38 minuts |  |
| 73. | Expedició 14 EVA 1 ? | Es va realitzar l'esdeveniment del "Orbiting golf shot" (tir de golf orbitant) patrocinat per una empresa de golf canadenca a través de l'Agència Espacial Russa. Lopez-Alegria posar la bola a l'escala exterior de la Pirs, mentre que Tiurin va preparar una càmera, i llavors van realitzar el tir de golf. Es va inspeccionar i fotografiar una antena Kurs en el Progress 23, es va reubicar una antena WAL per l'Automated Transfer Vehicle (ATV), instal·lat un experiment de neutrons BTN, i es van expulsar dos cobertes tèrmiques del BTN.                                                                                        |                              |                              |                    |  |
|     |                      | |                              |                              |                    |  |
| 74. | STS-116 EVA 1        | Robert Curbeam Christer Fuglesang | 12 de desembre de 2006 20:31 | 13 de desembre de 2006 03:07 | 6 hores, 36 minuts |  |
| 74. | STS-116 EVA 1        | Instal·lada l'armadura P5 de l'ISS, i es va substituir una càmera de video en l'armadura del S1. |                              |                              |                    |  |
| 75. | STS-116 EVA 2        | Robert Curbeam Christer Fuglesang | 14 de desembre de 2006 19:41 | 15 de desembre de 2006 00:41 | 5 hores, 00 minuts |  |
| 75. | STS-116 EVA 2        | Reconfigurat el cablejat elèctric de l'estació, es proporcionen els canals 2-3 en l'armadura P3/P4 per prendre avantatge dels nous panells solars, es va traslladar dos carrets de mà que corren en vies en l'armadura principal de l'estació, col·locada una coberta tèrmica en el braç robòtic de l'estació, i instal·lades bosses d'eines per a propers caminadors espacials. |                              |                              |                    |  |
| 76. | STS-116 EVA 3        | Robert Curbeam Sunnita Williams | 16 de desembre de 2006 19:25 | 17 de desembre de 2006 02:57 | 7 hores, 31 minuts |  |
| 76. | STS-116 EVA 3        | Completat el recablejat del sistema elèctric de l'estació, els circuits 1 i 4, per prendre avantatge de l'energia dels panells solars del P3/P4, instal·lat una unió del braç robòtic, i es col·loquen tres paquets russos de panells escut de brossa espacial a l'exterior del Zvezdà. Es va afegir temps addicional per a ajudar a retreure el panell solar del P6 sacsejant la caixa de capa de la seva base. (Williams es va convertir en la vuitena donar americana en realitzar un EVA, i la novena dona caminadora espacial.) |                              |                              |                    |  |
| 77. | STS-116 EVA 4        | Robert Curbeam Christer Fuglesang | 18 de desembre de 2006 19:00 | 19 de desembre de 2006 01:38 | 6 hores, 38 minuts |  |
| 77. | STS-116 EVA 4        | Assistit als controladors terrestres amb la retracció dels panells solars del P6. Curbeam, en el seu setè passeig espacial, va realitzar al rècord d'un sol vol d'EVA amb quatre passeigs espacials en una sola missió del transbordador. |                              |                              |                    |  |

## 2007
|      | Missió               | Astronautes | Inici (UTC)                  | Fi (UTC)                     | Durada             |  |
| ---- | -------------------- | --- | ---------------------------- | ---------------------------- | ------------------ |  |
| 78.  | Expedició 14 EVA 2   | Michael Lopez-Alegria Sunnita Williams | 31 de gener de 2007 15:14    | 31 de gener de 2007 23:09    | 7 hores 55 minuts  |  |
| 78.  | Expedició 14 EVA 2   | Reconfigurat un dels dos circuits de refrigeració que serveixen al Destiny de sistema temporal a permanent, connectat un cable pel Station-to-Shuttle Power Transfer System (SSPTS), instal·lats sis grups de cables i dues barres de cabrestants per assegurar el radiador d'estribord de l'armadura P6, i després instal·lat un disc de reforç a sobre. Retirats un dels dos conductes de fluids del Early Ammonia Servicer (EAS) en l'armadura P6. L'EAS seria expulsat durant el següent EVA. |                              |                              |                    |  |
| 79.  | Expedició 14 EVA 3   | Michael López-Alegria Sunnita Williams | 4 de febrer de 2007 13:38    | 4 de febrer de 2007 20:49    | 7 hores, 11 minuts |  |
| 79.  | Expedició 14 EVA 3   | Reconfigurat el segon dels dos circuits de refrigeració del Destiny de sistema temporal a permanent, completat el treball amb el Early Ammonia Servicer (EAS) en l'armadura P6, fotografiats l'extrem interior de l'ala solar de l'estribord del P6 com a preparació per a la seva recollida durant la STS-117, retirada una ombrel·la d'un dispositiu relé de dades multiplexor-desmultiplexor, i continuat el treball en el SSPTS. |                              |                              |                    |  |
| 80.  | Expedició 14 EVA 4   | Michael López-Alegria Sunnita Williams | 8 de febrer de 2007 13:26    | 8 de febrer de 2007 20:06    | 6 hores, 40 minuts |  |
| 80.  | Expedició 14 EVA 4   | Retirats dos discos de reforç termals en dos Controladors de Motro de la Junta de Rodadura (RJMC) en l'armadura P3, retirats dos grans discos de reforç del P3 badies 18 i 20, i expulsat els discos fora de l'estació. Desplegat un Unpressurized Cargo Carrier Assembly Attachment System (UCCAS) en la cara superior de l'armadura P3, retirats dos tancaments de llançament de l'armadura P5, i connectats quatre cables del SSPTS a l'adaptador d'acoblament pressuritzat (PMA-2) en l'extrem davanter del Destiny on s'acobla el transbordador.                                                             |                              |                              |                    |  |
| 81.  | Expedició 14 EVA 5 ? | Mikhaïl Tiurin Michael López-Alegria | 22 de febrer de 2007 10:27   | 22 de febrer de 2007 16:45   | 6 hores, 18 minuts |  |
| 81.  | Expedició 14 EVA 5 ? | Recollida l'antena del transportador Progress del port de popa del mòdul de servei Zvezdà, fotografiat una antena de navegació per satèl·lit russa, i reemplaçat un experiment de materials rus, inspeccionada i fotografiada una antena pel Vehicle de transferència automatitzat (ATV), fotografiat un experiment robòtic alemany, i inspeccionats, connectats, i fotografiats connectors de maquinari. |                              |                              |                    |  |
| 82.  | Expedició 15 EVA 1 ? | Fiódor Iurtxikhin Oleg Kótov | 30 de maig de 2007 19:05     | 31 de maig de 2007 00:30     | 5 hores, 25 minuts |  |
| 82.  | Expedició 15 EVA 1 ? | Instal·lats els panells de protecció contra restes per al mòdul de servei (SMDP) i redirigit un cable d'antena GPS. |                              |                              |                    |  |
| 83.  | Expedició 15 EVA 2 ‡ | Fiódor Iurtxikhin Oleg Kótov | 6 de juny de 2007 14:23      | 6 de juny de 2007 20:00      | 5 hores, 37 minuts |  |
| 83.  | Expedició 15 EVA 2 ‡ | Instal·lada una secció del cable Ethernet en el mòdul Zarià, instal·lats panells addicionals de protecció contra restes per al mòdul de servei (SMDP) en el Zvezdà, i desplegat un experiment científic rus. |                              |                              |                    |  |
|      |                      | |                              |                              |                    |  |
| 84.  | STS-117 EVA 1        | James F. Reilly John D. Olives | 11 de juny de 2007 20:02     | 12 de juny de 2007 02:17     | 6 hores, 15 minuts |  |
| 84.  | STS-117 EVA 1        | Començament de la instal·lació de l'armadura S3/S4. |                              |                              |                    |  |
| 85.  | STS-117 EVA 2        | Patrick G. Forrester Steven Swanson | 13 de juny de 2007 18:28     | 14 de juny de 2007 01:44     | 7 hores, 16 minuts |  |
| 85.  | STS-117 EVA 2        | Assistida la recollida dels panells solars de l'armadura P6. Completada la instal·lació de l'armadura S3/S4. Avaria parcial a causa que els circuits de control del motor del SARJ de S3/S4 estaven configurats al revés, d'aquesta forma es van abandonar alguns topalls instal·lats per al llançament en lloc d'usar-los per prevenir la possibilitat de girs indesitjats. |                              |                              |                    |  |
| 86.  | STS-117 EVA 3        | James F. Reilly John D. Olives | 15 de juny de 2007 17:24     | 16 de juny de 2007 01:22     | 7 hores 58 minuts  |  |
| 86.  | STS-117 EVA 3        | Reparat la coberta termal del sistema de maniobra orbital (OMS), finalitzada la recollida dels panells solars del P6, i instal·lat una vàlvula de ventilació en el Destiny. |                              |                              |                    |  |
| 87.  | STS-117 EVA 4        | Patrick G. Forrester Steven Swanson | 17 de juny de 2007 16:25     | 17 de juny de 2007 22:54     | 6 hores 29 minuts  |  |
| 87.  | STS-117 EVA 4        | Consultada una càmera de televisió i la seva estructura de suport d'una External Stowage Platform amarrada a l'exclosa Quest, i instal·lada en l'armadura S3, verificada la configuració del Drive Lock Assembly (DLA) 2, i retirat els últims sis grillons de llançament del SARJ. Instal·lat un cable de xarxa en el node Unity, s'obre la vàlvula de ventilació d'hidrogen en el laboratori Destiny, i lligats dos panells d'escut contra restes orbitals en el mòdul de servei de l'estació. |                              |                              |                    |  |
|      |                      | |                              |                              |                    |  |
| 88.  | Expedició 15 EVA 3   | Clayton Anderson Fiódor Iurtxikhin | 23 de juliol de 2007 10:25   | 23 de juliol de 2007 18:06   | 7 hores, 41 minuts |  |
| 88.  | Expedició 15 EVA 3   | Reemplaçats els components per al sistema d'energia redundant del transport mòbil, expulsat un tanc d'amoníac i equips de suport de vol, i netejat el Common Berthing Mechanism (CBM) en el port nadir del Unity. |                              |                              |                    |  |
|      |                      | |                              |                              |                    |  |
| 89.  | STS-118 EVA 1        | Richard Mastracchio Dafydd Williams | 11 d'agost de 2007 16:28     | 11 d'agost de 2007 23:45     | 6 hores 17 minuts  |  |
| 89.  | STS-118 EVA 1        | Connectat el segment Estribord 5 (S5) de l'armadura de l'estació, i recollit el radiador davanter de l'armadura Babord 6 (P6) de l'estació. |                              |                              |                    |  |
| 90.  | STS-118 EVA 2        | Richard Mastracchio Dafydd Williams | 13 d'agost de 2007 15:32     | 13 d'agost de 2007 22:00     | 6 hores, 28 minuts |  |
| 90.  | STS-118 EVA 2        | Retirat el nou Giroscopi de control de moment (CMG) de la zona de càrrega del transbordador i instal·lat en l'armadura Z1. Instal·lat el CMG avariat en una Plataforma d'emmagatzematge externa (ESP-2). |                              |                              |                    |  |
| 91.  | STS-118 EVA 3        | Richard Mastracchio Clay Anderson | 15 d'agost de 2007 14:38     | 15 d'agost de 2007 20:05     | 5 hores, 28 minuts |  |
| 91.  | STS-118 EVA 3        | Desplaçades dues carretes ZETA (Crew Equipment Translation Aid) de les pistes del costat esquerre del transport mòbil del Canadarm 2 al costat dret. Recol·locada una base d'antena de l'armadura P6 al P1, i instal·lat un nou transpondedor i un processador de senyals per a una actualització de les comunicacions de banda S. Durant l'EVA, Mastracchio va notar un forat en la segona capa de material en el polze del seu guant esquerre. El vestit té cinc capes de protecció, i la petita fissura no va causar cap dany a Mastracchio, però com a mesura de precaució va tornar a la resclosa més ràpid. |                              |                              |                    |  |
| 92.  | STS-118 EVA 4        | Dafydd Williams Clay Anderson | 18 d'agost de 2007 14:17     | 18 d'agost de 2007 19:02     | 5 hores, 02 minuts |  |
| 92.  | STS-118 EVA 4        | Inspeccionats els contenidors 3 i 4 de l'experiment de materials de l'Estació Espacial Internacional (MISSE), instal·lada la ploma base de l'Orbiter Boom Sensor System (OBSS), instal·lada una antena EWIS (External Wireless Instrumentation System), i assegurats els tancaments del cardan del Z1. |                              |                              |                    |  |
| 93.  | STS-120 EVA 1        | Scott I. Parazynski Douglas H. Wheelock | 26 d'octubre de 2007 10:02   | 26 d'octubre de 2007 16:16   | 6 hores, 14 minuts |  |
| 93.  | STS-120 EVA 1        | Instal·lat el nou mòdul Harmony en la seva posició temporal, inspeccionada l'antena de banda S per al suport de muntatge, i preparada per a la recol·locació de l'armadura P6 desconnectant els conductes de fluids dels segments P6/Z1. |                              |                              |                    |  |
| 94.  | STS-120 EVA 2        | Scott I. Parazynski Daniel M. Tani | 28 d'octubre de 2007 09:32   | 28 d'octubre de 2007 16:05   | 6 hores, 33 minuts |  |
| 94.  | STS-120 EVA 2        | Desconnectades les línies de proveïment Z1-a-P6, deixat anar el P6 del Z1, configurat el radiador S1, instal·lats els passamans en el Harmony, i inspeccionada la Solar Alpha Rotary Joint (SARJ) en l'estribord del S4. |                              |                              |                    |  |
| 95.  | STS-120 EVA 3        | Scott I. Parazynski Douglas H. Wheelock | 30 d'octubre de 2007 08:45   | 30 d'octubre de 2007 15:53   | 7 hores, 08 minuts |  |
| 95.  | STS-120 EVA 3        | Connectat el P6 al P5, instal·lades les línies de proveïment P6/P5, reconfigurat el S1 després de la seva reubicació, i inspeccionat el port SARJ. |                              |                              |                    |  |
| 96.  | STS-120 EVA 4        | Scott I. Parazynski Douglas H. Wheelock | 3 de novembre de 2007 10:03  | 3 de novembre de 2007 17:22  | 7 hores, 19 minuts |  |
| 96.  | STS-120 EVA 4        | Inspecció i reparació del panell solar del P6. |                              |                              |                    |  |
|      |                      | |                              |                              |                    |  |
| 97.  | Expedició 16 EVA 1   | Peggy Whitson Iuri Malentxenko | 9 de novembre de 2007 09:54  | 9 de novembre de 2007 16:49  | 6 hores, 55 minuts |  |
| 97.  | Expedició 16 EVA 1   | Desconnectats i guardats els cables del Station-to-Shuttle Power Transfer System, guardades les línies de proveïment del PMA-2, i estibades les d'aviònica del node Harmony en una posició temporal. |                              |                              |                    |  |
| 98.  | Expedició 16 EVA 2   | Peggy Whitson Daniel M. Tani | 20 de novembre de 2007 10:10 | 20 de novembre de 2007 17:26 | 7 hores, 16 minuts |  |
| 98.  | Expedició 16 EVA 2   | Configuració externa del PMA-2 i del Harmony: Fluids, electricitat, i línies de dades unides, línies d'aviònica connectades, cables de calefacció units, i traslladada una safata de fluids. |                              |                              |                    |  |
| 99.  | Expedició 16 EVA 3   | Peggy Whitson Daniel M. Tani | 24 de novembre de 2007 09:50 | 24 de novembre de 2007 16:54 | 7 hores, 04 minuts |  |
| 99.  | Expedició 16 EVA 3   | Finalització de les connexions de fluids, electricitat, i línies de dades entre el PMA-2 i el Harmony. Connectada la safata de fluids del bucle B al port lateral del laboratori Destiny. Inspeccionades i fotografiades les Solar Alpha Rotary Joint (SARJ) d'estribord per ajudar a la localització i resolució de problemes en terra. |                              |                              |                    |  |
| 100. | Expedició 16 EVA 4   | Peggy Whitson Daniel M. Tani | 18 de desembre de 2007 09:50 | 18 de desembre de 2007 16:46 | 6 hores, 56 minuts |  |
| 100. | Expedició 16 EVA 4   | Inspeccionada l'articulació solar alfa (SARJ) d'estribord del S4, i un cardan de muntatge beta (BGA, Beta Gimbal Assembly). Rècord: 100è EVA en suport de muntatge i manteniment de l'Estació Espacial Internacional. Whitson es va convertir en la dona astronauta amb més activitats extravehiculars (cinc) i la que més temps va emprar en passejos espacials, amb un total de 32 hores, 36 minuts. |                              |                              |                    |  |

## 2008
|      | Missió               | Astronautes | Inici (UTC)                  | Fi (UTC)                     | Durada             |  |
| ---- | -------------------- | --- | ---------------------------- | ---------------------------- | ------------------ |  |
| 101. | Expedició 16 EVA 5   | Peggy Whitson Daniel M. Tani | 30 de gener de 2008 09:56    | 30 de gener de 2008 17:06    | 7 hores, 10 minuts |  |
| 101. | Expedició 16 EVA 5   | Reemplaçats el Bearing Motor Roll Ring Module en una de les ales solars de l'estació, i inspeccionada i fotografiada la Solar Alpha Rotary Joint (SARJ) d'estribord. |                              |                              |                    |  |
|      |                      | |                              |                              |                    |  |
| 102. | STS-122 EVA 1        | Rex J. Walheim Stanley G. Love | 11 de febrer de 2008 14:13   | 11 de febrer de 2008 22:11   | 7 hores, 58 minuts |  |
| 102. | STS-122 EVA 1        | Instal·lat un grapple fixture en el Columbus mentre seguia en la zona de càrrega del transbordador, preparades les connexions de dades i elèctriques en el Columbus, i reemplaçat un gran tanc de nitrogen usat per pressuritzar el sistema de refrigeració d'amoníac de l'estació. |                              |                              |                    |  |
| 103. | STS-122 EVA 2        | Rex J. Walheim Hans Schlegel | 13 de febrer de 2008 14:27   | 13 de febrer de 2008 21:12   | 6 hores, 45 minuts |  |
| 103. | STS-122 EVA 2        | Instal·lat l'assemblat del tanc de nitrogen (N2) de l'armadura P1, guardat el vell tanc N2 en la zona de càrrega del transbordador, i completada l'assignació de ruta pel Station-to-Shuttle Power Transfer System (SSPTS). |                              |                              |                    |  |
| 104. | STS-122 EVA 3        | Rex J. Walheim Stanley G. Love | 15 de febrer de 2008 14:27   | 15 de febrer de 2008 20:32   | 7 hores, 25 minuts |  |
| 104. | STS-122 EVA 3        | Instal·lat el telescopi Solar Monitoring Observatory (SOLAR) i la instal·lació europea de tecnologia exposada (EuTEF) en una plataforma d'emmagatzematge externa (ESP) en el Columbus. Retirat un giroscopi de control de moment (CMG) avariat, traslladat el CMG avariat en la zona de càrrega del transbordador, i instal·lats els caragols de bolcat en el Columbus. |                              |                              |                    |  |
| 105. | STS-123 EVA 1        | Richard M. Linnehan Garrett Reisman | 14 de març de 2008 01:18     | 14 de març de 2008 08:19     | 7 hores, 01 minut  |  |
| 105. | STS-123 EVA 1        | Instal·lat la secció pressuritzada del mòdul d'experiments logístics japonès (ELM-PS) en la seva posició temporal sobre el Harmony, i iniciat el muntatge del manipulador destre de propòsit especial (Dextre). |                              |                              |                    |  |
| 106. | STS-123 EVA 2        | Richard M. Linnehan Michael Foreman | 15 de març de 2008 23:49     | 16 de març de 2008 06:57     | 7 hores, 08 minuts |  |
| 106. | STS-123 EVA 2        | Continuació del muntatge del Dextre, connectats dos "braços" al Dextre. |                              |                              |                    |  |
| 107. | STS-123 EVA 3        | Richard M. Linnehan Robert L. Behnken | 17 de març de 2008 22:51     | 18 de març de 2008 05:44     | 6 hores, 53 minuts |  |
| 107. | STS-123 EVA 3        | Completat el muntatge del Dextre. Instal·lats equips extra per a l'estació en una plataforma d'emmagatzematge externa (ESP) en l'exclosa Quest, incloent una junta de viratge per al braç robòtic de l'estació, Canadarm 2, i dues unitats CC extra de recanvi. |                              |                              |                    |  |
| 108. | STS-123 EVA 4        | Michael Foreman Robert L. Behnken | 20 de març de 2008 22:04     | 21 de març de 2008 04:28     | 6 hores, 24 minuts |  |
| 108. | STS-123 EVA 4        | Reemplaçat un mòdul de tensió de control remot (RPC), i comprovats les tècniques i els materials de les reparacions de llosetes de l'escut tèrmic del transbordador. Retirada una coberta del braç esquerre del Dextre, i també els panys de llançament del mòdul Harmony. Deixades anar els panys de llançament de babord i estribord del Harmony i els seus mecanismes d'atracatge comú (CBMs). |                              |                              |                    |  |
| 109. | STS-123 EVA 5        | Michael Foreman Robert L. Behnken | 22 de març de 2008 20:34     | 23 de març de 2008 02:36     | 6 hores, 02 minuts |  |
| 109. | STS-123 EVA 5        | Guardat el Orbiter Boom Sensor System (OBSS) del transbordador en l'estació, instal·lat un experiment de materials a l'exterior del laboratori Columbus, i inspeccionada la Solar Alpha Rotary Joint (SARJ). |                              |                              |                    |  |
| 110. | STS-124 EVA 1        | Michael E. Fossum Ronald J. Garan | 3 de juny de 2008 16:24      | 3 de juny de 2008 23:12      | 6 hores, 48 minuts |  |
| 110. | STS-124 EVA 1        | Alliberades les corretges del colze de la càmera del braç robòtic del transbordador, transferit el OBSS de tornada al transbordador. Preparada la secció pressuritzada del mòdul d'experiments logístics japonès (JEM-PM), denominada Kibo, per a la seva instal·lació. Reemplaçada una trundle bearing assembly en la junta de rodadura solar alfa (SARJ), i inspeccionats els danys. |                              |                              |                    |  |
| 111. | STS-124 EVA 2        | Michael E. Fossum Ronald J. Garan | 5 de juny de 2008 15:04      | 5 de juny de 2008 22:15      | 7 hores, 11 minuts |  |
| 111. | STS-124 EVA 2        | Instal·lades les cobertes i l'equip extern del Kibo, preparada per al canvi de posició de la secció pressuritzada del mòdul d'experiments logístics japonès (ELM-PS). Preparat un tanc d'assemblatge de nitrogen per a la seva retirada, i el nou tanc és guardat en una plataforma d'emmagatzematge externa per a la seva instal·lació. Retirada una càmera de televisió amb un subministrament elèctric avariat. |                              |                              |                    |  |
| 112. | STS-124 EVA 3        | Michael E. Fossum Ronald J. Garan | 8 de juny de 2008 13:55      | 8 de juny de 2008 20:28      | 6 hores, 33 minuts |  |
| 112. | STS-124 EVA 3        | Retirat i reemplaçat el tanc de nitrogen d'estribord. Completat l'equipament del laboratori Kibo. Reinstal·lada una càmera de televisió amb el subministrament elèctric reparat. |                              |                              |                    |  |
|      |                      | |                              |                              |                    |  |
| 113. | Expedició 17 EVA 1 ‡ | Serguei Vólkov Oleg Kononenko | 10 de juliol de 2008 18:48   | 11 de juliol de 2008 1:06    | 6 hores 18 minuts  |  |
| 113. | Expedició 17 EVA 1 ‡ | Inspeccionada la nau Soiuz TMA-12, retirat un caragol explosiu de la Soiuz, instal·lada una diana d'acoblament pel MRM rus (Mòdul d'investigació multipropòsit) en el compartiment de transferència del mòdul de servei. |                              |                              |                    |  |
| 114. | Expedició 17 EVA 2 ? | Serguei Vólkov Oleg Kononenko | 15 de juliol de 2008 17:08   | 15 de juliol de 2008 23:02   | 5 hores 54 minuts  |  |
| 114. | Expedició 17 EVA 2 ? | Instal·lat un objectiu d'acoblament en el mòdul de servei Zvezdà. Instal·lat l'experiment Vsplesk, redreçada l'antena de radioaficionat, i recuperat l'experiment Biorisk. |                              |                              |                    |  |
|      |                      | |                              |                              |                    |  |
| 115. | STS-126 EVA 1        | Heidemarie Stefanyshyn-Piper Stephen G. Bowen | 18 de novembre de 2008 18:09 | 19 de novembre de 2008 01:01 | 6 hores, 52 minuts |  |
| 115. | STS-126 EVA 1        | Transferit un tanc de nitrogen buit des de l'ESP3 fins a la zona càrrega del transbordador, transferit un nou acoblador de tub flexible a l'ESP3 per a usos futurs, retirada una coberta aïllant del mecanisme d'unió de la instal·lació externa del Kibo, s'inicia la neteja i lubricació de la SARJ d'estribord, i reemplaçament dels seus 11 trundle bearing assemblies' '(muntatge destinat a fer rotar als panells solars). |                              |                              |                    |  |
| 116. | STS-126 EVA 2        | Heidemarie Stefanyshyn-Piper Robert S. Kimbrough | 20 de novembre de 2008 17:58 | 21 de novembre de 2008 00:43 | 6 hores, 45 minuts |  |
| 116. | STS-126 EVA 2        | Recol·locades les dues carretes Crew and Equipment Translation Aid (CETA) des del costat d'estribord del transport mòbil fins al costat de babord, lubricació del ganxo del braç robòtic de l'estació i l'articulació de l'efector A, continuada la neteja i la lubricació del SARJ d'estribord. L'EVA va ser dirigida en el desè aniversari de l'estació. |                              |                              |                    |  |
| 117. | STS-126 EVA 3        | Heidemarie Stefanyshyn-Piper Stephen G. Bowen | 22 de novembre de 2008 18:01 | 23 de novembre de 2008 00:58 | 6 hores, 57 minuts |  |
| 117. | STS-126 EVA 3        | Completada la neteja i la lubricació de tots els trundle bearing assemblies (TBA) del SARJ d'estribord menys un. L'úttim TBA serà reemplaçat durant l'EVA 4. |                              |                              |                    |  |
| 118. | STS-126 EVA 4        | Stephen G. Bowen Robert S. Kimbrough | 24 de novembre de 2008 18:24 | 25 de novembre de 2008 00:31 | 6 hores, 7 minuts  |  |
| 118. | STS-126 EVA 4        | Completada la substitució del trundle bearing assemblies del SARJ d'estribord, es lubrica el SARJ de babord, instal·lada una càmera de video, re-instal·lada les cobertes aïllants en el mecanisme d'unió de la instal·lació externa del Kibo, realitzat un manteniment en la llengüeta d'agafament del braç robòtic del Kibo, instal·lats els passamans per als passejos en el Kibo, instal·lada l'antena del satèl·lit de posicionament global (GPS) en el Kibo, fotografiats els radiadors, i fotografiats els cables del sistema de subministrament de l'antena. |                              |                              |                    |  |
|      |                      | |                              |                              |                    |  |
| 119. | Expedició 18 EVA 1 ‡ | Iuri Lontxakov Michael Fincke | 23 de desembre de 2008 00:51 | 23 de desembre de 2008 06:29 | 5 hores, 38 minuts |  |
| 119. | Expedició 18 EVA 1 ‡ | Instal·lat el dispositiu de mesurament de l'energia electromagnètica, (sonda de Langmuir) en la Pirs, retirat l'experiment de llarga durada rus Biorisk, instal·lat el paquet d'experiments Expose-R en el Zvezdà, però seguidament es retira després de fallar en activar i transmetre en una ordre de terra. Instal·lat l'experiment Impulse, i fotografiades les estructures externes de la ISS com a part de les proves d'objectiu detallat "Panorama-2008" (DTO).                                                                                               |                              |                              |                    |  |

## 2009
|      | Missió               | Astronautes | Inici (UTC)                  | Fi (UTC)                     | Durada             |  |
| 120. | Expedició 18 EVA 2 ‡ | Iuri Lontxakov Michael Fincke | 10 de març de 2009 16:22     | 10 de març de 2009 21:11     | 4 hores, 49 minuts |  |
| 120. | Expedició 18 EVA 2 ‡ | Instal·lat l'EXPOSE-R en la plataforma científica universal del mòdul Zvezdà, llevades les corretges de l'àrea d'acoblament de l'exclosa Pirs, inspeccionat i fotografiat l'exterior del segment rus de l'estació. |                              |                              |                    |  |
|      |                      | |                              |                              |                    |  |
| 121. | STS-119 EVA 1        | Steven R. Swanson Richard R. Arnold | 19 de març de 2009 17:16     | 19 de març de 2009 23:23     | 6 hores, 7 min     |  |
| 121. | STS-119 EVA 1        | Instal·lada l'armadura estribord 6 (S6) a l'armadura S5, connectades les línies de proveïment S5/S6, dispensats els suports del llançament, retirats els caragols de blocat, retirades i emmagatzemades les cobertes tèrmiques, i desplegats els radiadors fotoelèctrics del S6. |                              |                              |                    |  |
| 122. | STS-119 EVA 2        | Steven R. Swanson Joseph M. Acaba | 21 de març de 2009 16:51     | 21 de març de 2009 23:21     | 6 hores, 30 min    |  |
| 122. | STS-119 EVA 2        | Es va avançar en les preparacions del lloc per la STS-127, la instal·lació parcial d'un sistema d'atracament del transportador despreasuritzat en l'armadura P3, la instal·lació d'una antena GPS al laboratori Kibo, les imatges d'infraroig dels panells i radiadors en les armadures P1 i S1. |                              |                              |                    |  |
| 123. | STS-119 EVA 3        | Joseph M. Acaba Richard R. Arnold | 23 de març de 2009 15:37     | 23 de març de 2009 22:04     | 6 hores, 27 min    |  |
| 123. | STS-119 EVA 3        | Col·locació d'una carreta per a l'equip de la tripulació, completat el desplegament del transportador, i acabat l'intercanvi del relleu elèctric als giroscopis de l'estació. |                              |                              |                    |  |
|      |                      | |                              |                              |                    |  |
| 124. | Expedició 20 EVA 1 ‡ | Guennadi Pàdalka Michael R. Barratt | 5 de juny de 2009 7:52       | 5 de juny de 2009 12:46      | 4 hores, 54 minuts |  |
| 124. | Expedició 20 EVA 1 ‡ | Preparat el compartiment de transferència del mòdul de servei Zvezdà per a l'arribada del Mini-Research Module 2, instal·lada una antena d'acoblament per al mòdul, fotografiada l'antena per a l'avaluació en terra, i fotografiada la grua Strela-2. |                              |                              |                    |  |
| 125. | Expedició 20 EVA 2   | Guennadi Pàdalka Michael R. Barratt | 10 de juny de 2009 6:55      | 10 de juny de 2009 7:07      | 12 min             |  |
| 125. | Expedició 20 EVA 2   | Passeig espacial a l'interior del compartiment de transferència despressuritzat del Zvezdà, reemplaçada una de les escotilles del Zvezdà per un con d'acoblament, en preparació per a l'acoblament del Mini-Research Module 2, o MRM2, a finals d'aquest any. El MRM2 s'acoblarà automàticament al port zenit del Zvezdà, i servirà com un port d'acoblament addicional per als vehicles russos. |                              |                              |                    |  |
|      |                      | |                              |                              |                    |  |
| 126. | STS-127 EVA 1        | David Wolf Timothy L. Kopra | 18 de juliol de 2009 16:19   | 18 de juliol de 2009 21:51   | 5 hores, 32 minuts |  |
| 126. | STS-127 EVA 1        | Es va instal·lar el JEF i es va desplegar el UCCAS al nadir del P3. Es va ajornar el desplegament del PAS a l'exterior del zenit del S3 a causa de restriccions de temps. |                              |                              |                    |  |
| 127. | STS-127 EVA 2        | David Wolf Thomas Marshburn | 20 de juliol de 2009 15:27   | 20 de juliol de 2009 22:20   | 6 hores, 53 minuts |  |
| 127. | STS-127 EVA 2        | Es va traslladar el Orbital Replacement Units (ORUs) del Shuttle Integrated Cargo Carrier (ICC) al External Stowage Platform-3 (ESP-3). Es van transferir materials incloent una antena d'alt guany de recanvi, un mòdul bomba de sistema de refrigeració i parts de recanvi pel Mobile Servicing System. Es va ajornar la instal·lació del JEF Visual Equipment (JEF-VEU) en la secció davantera a causa de restriccions de temps.                                                                                |                              |                              |                    |  |
| 128. | STS-127 EVA 3        | David Wolf Christopher Cassidy | 22 de juliol de 2009 14:32   | 22 de juliol de 2009 20:31   | 5 hores, 59 minuts |  |
| 128. | STS-127 EVA 3        | Es van realitzar treballs en preparació del JPM, ICS-EF MLI, i la substitució de bateries del P6 (2 de 6 unitats). L'EVA es va acabar abans d'hora a causa dels alts nivells de CO₂ en el vestit espacial d'en Cassidy. |                              |                              |                    |  |
| 129. | STS-127 EVA 4        | Christopher Cassidy Thomas Marshburn | 24 de juliol de 2009 13:54   | 24 de juliol de 2009 21:06   | 7 hores, 12 minuts |  |
| 129. | STS-127 EVA 4        | Substitució de bateries del P6 (final 4 de 6). |                              |                              |                    |  |
| 130. | STS-127 EVA 5        | Christopher Cassidy Thomas Marshburn | 27 de juliol de 2009 11:33   | 27 de juliol de 2009 16:27   | 4 hores, 54 minuts |  |
| 130. | STS-127 EVA 5        | Ajust de la coberta tèrmica del SPDM, reconfiguració del panell d'enllaç del Z1, instal·lació de l'equip visual del JEM (JEM-VEU) (cap endavant i cap enrere), i reconfiguracions del JEM-LTA. Es va ajornar el desplegament del PAS (exterior) del nadir del S3 per a la propera missió. |                              |                              |                    |  |
|      |                      | |                              |                              |                    |  |
| 131. | STS-128 EVA 1        | John D. Olives Nicole P. Stott | 1 de setembre de 2009 21:49  | 2 de setembre de 2009 04:24  | 6 hores, 35 minuts |  |
| 131. | STS-128 EVA 1        | Es va preparar la substitució d'un tanc buit d'amoníac en el port de l'armadura de l'estació alliberant els cargols. Es van recuperar els experiments MISSE-6 i EuTEF muntats a l'exterior del Columbus, i es van guardar a la zona de càrrega del Transbordador pel seu retorn cap a la Terra. (Stott es va convertir en la novena dona americana en realitzar un EVA, i la desena caminadora espacial.) |                              |                              |                    |  |
| 132. | STS-128 EVA 2        | John D. Olives Christer Fuglesang | 3 de setembre de 2009 22:13  | 4 de setembre de 2009 04:51  | 6 hores, 39 minuts |  |
| 132. | STS-128 EVA 2        | Es va retirar el nou tanc d'amoníac de la zona de càrrega del Transbordador i es va substituir amb el tanc usat de l'estació. El nou tanc, que pesa 820 kg, va ser la massa més pesant moguda manualment per astronautes. |                              |                              |                    |  |
| 133. | STS-128 EVA 3        | John D. Olives Christer Fuglesang | 5 de setembre de 2009 20:39  | 6 de setembre de 2009 03:40  | 7 hores, 1 minute  |  |
| 133. | STS-128 EVA 3        | Es va preparar l'arribada del Tranquility col·locant cables entre l'estribord de l'armadura i el Unity, on seria instal·lat el Tranquility. Els caminadors espacials també van substituir un dispositiu detector de comunicacions, es van instal·lar dues noves antenes de GPS, es va desplegar el PAS en l'armadura del S3, i es substitueix un disjuntor de circuit. |                              |                              |                    |  |
|      |                      | |                              |                              |                    |  |
| 134. | STS-129 EVA 1        | Michael Foreman Robert Satcher | 19 de novembre de 2009 14:24 | 19 de novembre de 2009 21:01 | 6 hores, 37 minuts |  |
| 134. | STS-129 EVA 1        | Es va instal·lar una antena de recanvi en l'armadura de l'estació i un suport per als conductes d'amoníac en el Unity. Es va lubricar el mecanisme d'unió en el Payload Orbital Replacement Unit Attachment Device del Mobile Base System i es va lubricar els ganxos del braç robòtic japonès de l'estació. Es va desplegar el Payload Attach System a l'exterior del S3. |                              |                              |                    |  |
| 135. | STS-129 EVA 2        | Michael Foreman Randolph Bresnik | 21 de novembre de 2009 14:31 | 21 de novembre de 2009 20:39 | 6 hores, 8 minuts  |  |
| 135. | STS-129 EVA 2        | Es va instal·lar el suport del GATOR (Grappling Adaptor to On-Orbit Railing) al Columbus i una antena addicional de radioaficionats. Es va instal·lar a l'armadura una antena per la càmera de video sense fils dels cascos. Es va traslladar el Floating Potential Measurement Unit que registra la potència elèctrica al voltant de l'estació mentre orbita la Terra. Es van desplegar dos suports per unir càrrega a l'armadura.                                                                                |                              |                              |                    |  |
| 136. | STS-129 EVA 3        | Robert Satcher Randolph Bresnik | 23 de novembre de 2009 13:24 | 23 de novembre de 2009 19:06 | 5 hores, 42 minuts |  |
| 136. | STS-129 EVA 3        | Es va instal·lar un nou High Pressure Gas Tank (HPGT) en la cambra d'aire del Quest. Es va instal·lar el MISSE-7A i 7B en l'ELC-2. Es van instal·lar dos escuts de micrometeoroid and orbital debris (MMOD) al External Stowage Platform #2. Es va traslladar una restricció de peu, es va alliberar un cargol a l'Ammonia Tank Assembly, es van instal·lar cobertes tèrmiques en les càmeres del mobile servicing system i del Canadarm 2. Es va treballar en els cables calefactors de l'adaptador d'acoblament. |                              |                              |                    |  |

## 2010
|      | Missió               | Astronautes | Inici (UTC)                  | Fi (UTC)                     | Duració            |  |
| 137. | Expedició 22 EVA 1 * | Oleg Kótov Maksim Surayev | 14 de gener de 2010 10:05    | 14 de gener de 2010 15:49    | 5 hores, 44 minuts |  |
| 137. | Expedició 22 EVA 1 * | Es va preparar el mòdul Poisk per a propers acoblaments. |                              |                              |                    |  |
|      |                      | |                              |                              |                    |  |
| 138. | STS-130 EVA 1        | Robert L. Behnken Nicholas Patrick | 12 de febrer de 2010 02:17   | 12 de febrer de 2010 08:49   | 6 hores, 32 minuts |  |
| 138. | STS-130 EVA 1        | Es va retirar una coberta protectiva en un port del node Unity on es va atracar el Tranquility en la meitat de la caminada espacial. Després es va connectar un cable a una plataforma de peces de recanvi per al Special Purpose Dexterous Manipulator del transbordador a l'estació. Behnken i Patrick llavors van realitzar diverses connexions en el node Tranquility recent instal·lat per començar la seva activació. |                              |                              |                    |  |
| 139. | STS-130 EVA 2        | Robert L. Behnken Nicholas Patrick | 14 de febrer de 2010 02:20   | 14 de febrer de 2010 08:14   | 5 hores, 54 minuts |  |
| 139. | STS-130 EVA 2        | Es va instal·lar canonades d'amoníac i connectors entre el Unity, Destiny i Tranquility i es van cobrir amb insolació tèrmica. Es va preparar el port de nadir en el Tranquility per a la reubicació del Cupola, i es van instal·lar passamans a l'exterior del Tranquility. |                              |                              |                    |  |
| 140. | STS-130 EVA 3        | Robert L. Behnken Nicholas Patrick | 17 de febrer de 2010 02:15   | 17 de febrer de 2010 08:03   | 5 hores, 48 minuts |  |
| 140. | STS-130 EVA 3        | Es va instal·lar canonades d'amoníac addicionals entre el Unity i Tranquility, es van retirar cobertes tèrmiques i elements fixants del llançament del Cupola, es van instal·lar passamans addicionals a l'exterior del Tranquility i es van avançar tasques en suport a la instal·lació d'un PDGF a l'exterior del Zarià amb la instal·lació d'un cable en el Unity i l'armadura S0. |                              |                              |                    |  |
|      |                      | |                              |                              |                    |  |
| 141. | STS-131 EVA 1        | Richard Mastracchio Clayton Anderson | 9 d'abril de 2010 05:31      | 9 d'abril de 2010 11:58      | 6 hores, 27 minuts |  |
| 141. | STS-131 EVA 1        | Es va traslladar el nou tanc d'amoníac de la zona de càrrega del Transbordador a la zona d'emmagatzematge temporal i es van desconnectar les línies de fluids al tanc vell d'amoníac a l'armadura del S1. Es va recuperar un experiment de llavors japonès de l'exterior del laboratori Kibo pel retorn cap a la Terra i es va substituir un giroscopi avariat en l'armadura del S0. Es van avançar tasques que inclouen l'obertura d'una tapa d'una finestra en el zenit CBM del Harmony, i es va retirar les fixacions de llançament d'un Flex Hose Rotary Coupler (FHRC) a l'armadura P1. |                              |                              |                    |  |
| 142. | STS-131 EVA 2        | Richard Mastracchio Clayton Anderson | 11 d'abril de 2010 05:20     | 11 d'abril de 2010 12:56     | 7 hores, 26 minuts |  |
| 142. | STS-131 EVA 2        | Es va retirar el tanc vell d'amoníac de l'armadura del S1 i es va substituir amb un de nou. Es van col·locar connexions elèctriques al tanc, però la tasca de posar les línies de fluids va ser transferit al tercer EVA de la missió a causa de restriccions de temps des que la instal·lació va ser perllongada per un problema amb els cargols que subjecten el tanc a l'armadura. El tanc vell va ser traslladat a la zona d'emmagatzematge temporal a l'estació i un retenidor de peu va ser traslladat en preparació per a properes missions de passeigs espacials del transbordador. |                              |                              |                    |  |
| 143. | STS-131 EVA 3        | Richard Mastracchio Clayton Anderson | 13 d'abril de 2010 06:14     | 13 d'abril de 2010 12:36     | 6 hores, 24 minuts |  |
| 143. | STS-131 EVA 3        | Les línies de fluids van ser connectades al nou tanc d'amoníac i el tanc vell va ser traslladat a la zona de càrrega del transbordador per al seu retorn a la Terra. Els escuts de micro-meteoroides de la cambra d'aire del Quest que ja no eren necessaris van ser mogudes a l'interior de la cambra d'aire per al retorn ala Terra a l'interior del Leonardo MPLM. Es va preparar l'armadura Z1 per a la instal·lació d'una antena de recanvi per a la propera missió del Transbordador, i es va traslladar una retenció de peu en preparació per a propers passeigs espacials. La recuperació d'un placa transportadora externa en el Columbus va ser ajornada a una altra missió del transbordador a causa de limitacions de temps després de trobar problemes subjectant el vell tanc d'amoníac en un transportador en la zona de càrrega, i diverses altres tasques també van ser reprogramades per a posteriors EVAs a causa dels problemes del segon EVA. |                              |                              |                    |  |
|      |                      | |                              |                              |                    |  |
| 144. | STS-132 EVA 1        | Garrett Reisman Stephen G. Bowen | 17 de maig de 2010 11:54     | 17 de maig de 2010 19:19     | 7 hores, 25 minuts |  |
| 144. | STS-132 EVA 1        | Es va instal·lar una antena espai-terra de banda Ku en l'armadura Z1; es va instal·lar una nova plataforma d'eines en el Dextre, i es van trencar un parell de cargols que subjectaven les bateries de recanvi per al transportador de càrrega ICC-VLD. |                              |                              |                    |  |
| 145. | STS-132 EVA 2        | Stephen G. Bowen Michael T. Good | 19 de maig de 2010 10:38     | 19 de maig de 2010 17:47     | 7 hores, 9 minuts  |  |
| 145. | STS-132 EVA 2        | Es va reparar l'Orbiter Boom Sensor System (OBSS) del Atlantis; es van substituir les bateries del P6 (4 de 6 unitats); i es van retirar les restriccions de l'antena de banda K instal·lada en el primer EVA de la missió. |                              |                              |                    |  |
| 146. | STS-132 EVA 3        | Michael T. Good Garrett Reisman | 21 de mig de 2010 10:27      | 21 de mig de 2010 17:13      | 6 hores, 46 minuts |  |
| 146. | STS-132 EVA 3        | Substitució de la bateria P6 (final 2 de 6 unitats); es van instal·lar "jumpers" d'amoníac a la interfície P4/P5; es va traslladar un parell de PDGF de la zona de càrrega del Atlantis i es van guardar dins de la cambra d'aire del Quest. Els caminadors espacials van reomplir de subministraments d'eines d'EVAs en les caixes d'eines de l'exterior de l'estació. |                              |                              |                    |  |
|      |                      | |                              |                              |                    |  |
| 147. | Expedició 24 EVA 1 * | Fiódor Iurtxikhin Mikhaïl Kornienko | 27 de juliol de 2010 04:11   | 27 de juliol de 2010 10:53   | 6 hores, 42 minuts |  |
| 147. | Expedició 24 EVA 1 * | Es va substituir una càmera d'acoblament de l'ATV en el port d'acoblament del darrere del Zvezdà, es van afegir cables dels mòduls Zvezdà i Zarià per connectar el Rassvet al sistema informàtic de control de dades i instruccions rus, es va afegir cables entre el Rassvet i el Zarià per permetre l'ús del sistema d'acoblament automatitzat KURS en el Rassvet. |                              |                              |                    |  |
| 148. | Expedició 24 EVA 2   | Douglas H. Wheelock Tracy Caldwell Dyson | 7 d'agost de 2010 11:19      | 7 d'agost de 2010 19:22      | 8 hores, 3 minuts  |  |
| 148. | Expedició 24 EVA 2   | Es va intentar substituir un mòdul bomba d'amoníac avariat ubicat en l'armadura S1. A causa d'una fuita d'amoníac a la línia final que es necessita per ser desconnectat del mòdul de bomba avariat, les tasques programades es van finalitzar parcialment, i els caminadors espacials van necessitar temps extra per realitzar una "enfornada" per assegurar-se que no havia entrat amoníac a l'estació després de l'EVA. Aquest va ser el passeig espacial més llarg de l'Estació Espacial Internacional, i el sisè més llarg de la història. |                              |                              |                    |  |
| 149. | Expedició 24 EVA 3   | Douglas H. Wheelock Tracy Caldwell Dyson | 11 d'agost de 2010 12:27     | 11 d'agost de 2010 19:53     | 7 hores, 26 minuts |  |
| 149. | Expedició 24 EVA 3   | Es va finalitzar la retirada del mòdul bomba avariat de l'armadura del S1 i van començar les preparacions d'instal·lació en la bomba de substitució. |                              |                              |                    |  |
| 150. | Expedició 24 EVA 4   | Douglas H. Wheelock Tracy Caldwell Dyson | 16 d'agost de 2010 10:20     | 16 d'agost de 2010 17:40     | 7 hores, 20 minuts |  |
| 150. | Expedició 24 EVA 4   | Es va finalitzar el tercer passeig espacial de contingència per instal·lar un mòdul bomba d'amoníac de recanvi en l'armadura del S1. |                              |                              |                    |  |
|      |                      | |                              |                              |                    |  |
| 151. | Expedició 25 EVA 1 * | Fiódor Iurtxikhin Oleg Skrípotxka | 15 de novembre de 2010 14:55 | 15 de novembre de 2010 21:22 | 6 hores, 27 minuts |  |
| 151. | Expedició 25 EVA 1 * | Instal·lat: una estació de treball multipropòsit portable en el Pla IV del Zvezdà; puntals entre els mòduls Poisk, Zvezdà i Zarià; passamans en el mòdul d'acoblament Pirs; un casset SKK #1-M2 en el mòdul Poisk. Retirat: maquinari del Plasma Pulse Injector Science i l'experiment científic Expose-R des de l'estació de treball multipropòsit portable en el Pla II del Zvezdà; maquinari científic Kontur (ROKVISS); càmera de TV des del mòdul Rassvet. Es va dur a terme un experiment de prova per comprovar els microorganismes o contaminació sota l'aïllament en el segment rus de l'ISS. Els cosmonautes no van poder traslladar la càmera de TV a causa de les interferències de la protecció tèrmica en la situació d'instal·lació. |                              |                              |                    |  |

## 2011
|      | Missió               | Astronautes | Inici (UTC)                | Fi (UTC)                   | Duració            |
| 152. | Expedició 26 EVA 1 * | Dmitri Kondratyev Oleg Skrípotxka | 21 de gener de 2011 14:29  | 21 de gener de 2011 19:52  | 5 hores, 23 minuts |
| 152. | Expedició 26 EVA 1 * | Es va un instal·lar una antena de comunicacions experimental en el port de nadir del Zvezdà, es va retirar i guardar un experiment generador de pols de plasma que va fallar i un experiment d'exposició de materials del Zvezdà, i es va instal·lar una càmera de TV per a l'acoblament del mòdul Rassvet. |                            |                            |                    |
| 153. | Expedició 26 EVA 2 * | Dmitri Kondratyev Oleg Skrípotxka | 16 de febrer de 2011 13:30 | 16 de febrer de 2011 18:21 | 4 hores, 51 minuts |
| 153. | Expedició 26 EVA 2 * | Es va instal·lar dos experiments per a observacions terrestres en el mòdul Zvezdà, es va retirar dos panells d'experiments d'exposició de materials de l'exterior del mòdul Zarià, i va ser expulsat un peu de retenció. |                            |                            |                    |
|      |                      | |                            |                            |                    |
| 154. | STS-133 EVA 1        | Stephen Bowen Alvin Drew | 28 de febrer de 2011 15:46 | 28 de febrer de 2011 22:20 | 6 hores, 34 minuts |
| 154. | STS-133 EVA 1        | En Drew i en Bowen van instal·lar un cable d'energia extensiu entre els nodes Unity i Tranquility per proveir amb una font d'energia de contingència si fos necessari. Els caminadors espacials van moure el mòdul de la bomba d'amoníac que s'havia espatllat i va ser substituïda a l'agost en la seva ubicació temporal al External Stowage Platform 2 adjacent a la cambra d'aire del Quest. En Drew i en Bowen van instal·lar una falca sota una càmera l'armadura del S3 per proveir claritat des del recent instal·lat ELC-4. Llavors van substituir una guia pel sistema de carro per rail utilitzat per moure el braç robòtic de l'estació a llarg de l'armadura. Els guies havien estat retirades quan els astronautes estaven treballant en el Solar Alpha Rotary Joint (SARJ) d'estribord de l'estació, que fa girar els panells solars per seguir el Sol. La tasca final va ser “omplir” una ampolla especial amb el buit de l'espai per a una càrrega útil educativa japonesa. L'ampolla formaria part posteriorment en una exposició d'un museu públic. |                            |                            |                    |
| 155. | STS-133 EVA 2        | Stephen Bowen Alvin Drew | 2 de març de 2011 15:42    | 2 de març de 2011 21:56    | 6 hores, 14 minuts |
| 155. | STS-133 EVA 2        | En Drew va retirar la protecció tèrmica d'una plataforma, mentre que en Bowen va intercanviar un suport de fixacióon en el mòdul Columbus. Llavors, en Bowen va instal·lar un sistema de càmeres en el robot Dextre i es va retirar una coberta tèrmica de la plataforma d'electrònica del Dextre. En Drew va instal·lar una llum en el carret de càrrega i es va reparar alguna coberta tèrmica malmesa de la vàlvula de l'armadura. |                            |                            |                    |
|      |                      | |                            |                            |                    |
| 156. | STS-134 EVA 1        | Andrew Feustel Gregory Chamitoff | 20 de maig de 2011 07:10   | 20 de maig de 2011 13:29   | 6 hores 19 minuts  |
| 156. | STS-134 EVA 1        | Feustel i Chamitoff van recuperar dos experiments MISSE 7 i es va instal·lar un nou paquet d'experiments del MISSE 8 en l'ELC-2, que ja era a l'estació. Van instal·lar ponts entre els segments del cantó esquerra de l'armadura, o columna vertebral de l'estació, per a reomplir l'amoníac; es va ventilar amb nitrogen un administrador d'amoníac; van començar a instal·lar una antena externa de comunicacions sense fils en el laboratori Destiny que permet una comunicació sense fils al Express Logistics Carriers muntat en l'armadura de l'estació, però es va veure interromput a causa d'un problema en el sensor de CO₂ en el vestit d'en Chamitoff. |                            |                            |                    |
| 157. | STS-134 EVA 2        | Andrew Feustel Michael Fincke | 22 de maig de 2011 6:05    | 22 de maig de 2011 14:12   | 8 hores 07 minuts  |
| 157. | STS-134 EVA 2        | Feustel i Fincke van reomplir els radiadors del Port 6 (P5) amb amoníac. Van completar ventilar el sistema d'amoníac abans d'hora, van lubricar el solar alpha rotary joint i parts del Dextre, un doble braç robòtic de l'estació espacial capaç de treballar amb tasques de muntatge delicades que llavors eren realitzades pels caminadors espacials. Fincke també va instal·lar barres de subjecció en els ports dels radiadors. |                            |                            |                    |
| 158. | STS-134 EVA 3        | Andrew Feustel Michael Fincke | 25 de maig de 2011 05:43   | 25 de maig de 2011 12:37   | 6 hores 54 minuts  |
| 158. | STS-134 EVA 3        | Feustel i Fincke van instal·lar un Power Data Grapple Fixture (un mànec perquè el Canadarm2 s'hi pugui recolzar) en el mòdul Zarià, per a operacions robòtiques basades des del segment rus. També van instal·lar cables addicionals per proveir d'energia extra a la part russa de l'estació. Ambdós astronautes van acabar d'instal·lar el sistema de video sense fils que no es va poder acabar durant l'EVA 1. |                            |                            |                    |
| 159. | STS-134 EVA 4        | Michael Fincke Gregory Chamitoff | 27 de maig de 2011 04:15   | 27 de maig de 2011 11:39   | 7 hores 24 minuts  |
| 159. | STS-134 EVA 4        | Fincke i Chamitoff van guardar el Orbiter Boom Sensor System (OBSS) del transbordador en el lateral dret de l'armadura en la zona d'emmagatzematge permanent. Ambdós astronautes van recuperar un garfi del lateral esquerra de l'armadura de l'estació i el van utilitzar com a substitució del que hi havia actualment en el OBSS. Llavors es van alliberar les restriccions d'un dels braços de recanvi per al Dextre i es va substituir la coberta tèrmica en un dels tancs de gas de recanvi per la Cambra Quest. L'arribada del mòdul PMM va marcar la finalització del segment orbital americà. |                            |                            |                    |
|      |                      | |                            |                            |                    |
| 160. | Expedició 28 EVA 1   | Ronald J. Garan, Jr. Michael E. Fossum | 12 de juliol de 2011 13:22 | 12 de juliol de 2011 19:53 | 6 hores 31 minuts  |
| 160. | Expedició 28 EVA 1   | Aquest passeig espacial va ser especial perquè va ser l'últim realitzat mentre que el Transbordador Espacial estava acoblat a l'estació. No obstant, a part de les caminades espacials durant les operacions anteriors en l'acoblament, aquesta es va dur a terme per l'equip de l'estació i no per la tripulació del transbordador espacial. La necessitat d'aquest passeig espacial va sorgir per la fallada d'un mòdul de bomba a l'estació que havia de ser retornat per a la seva inspecció a la terra en el transbordador espacial. Després d'haver realitzat aquest objectiu principal, els caminants espacials també van instal·lar l'experiment Robotic Refueling Mission i van desplegar completament l'experiment MISSE 8 (que va ser desplegat només a la meitat durant la caminada espacial anterior). |                            |                            |                    |
| 161. | Expedició 28 EVA 2   | Serguei Vólkov Aleksandr Samokutyayev | 3 d'agost de 2011 14:50    | 3 d'agost de 2011 21:13    | 6 hores 23 minuts  |
| 161. | Expedició 28 EVA 2   | Els caminadors espacials van instal·lar un equip de comunicacions per làser que eventualment provaria transmissions de fins a 100 MB/s de dades científiques russes amb la Terra des del mòdul de servei Zvezdà. Va ser desplegat el Radioskaf-V, un petit satèl·lit per a un experiment d'estudiants, i es va desmuntar i entrar cap a dins de l'estació una antena que va ser utilitzada per a l'acoblament del Poisk. Com a part del treball d'investigacions en l'estació, es va instal·lar l'experiment BIORISK en un passamans a l'exterior de la Pirs. Finalment, però no menys important es van prendre fotografies incloent una antena amb signes de disminució del rendiment per donar suport als enginyers sobre el terreny per localitzar avaries la causa de la degradació. A causa de limitacions de temps, la tasca de traslladar la grua de càrrega STEAL-1 va ser cancel·lada per a aquest EVA. |                            |                            |                    |

## 2012
|      | Missió               | Astronautes | Inici (UTC)                | Fi (UTC)                   | Duració            |  |
| 162. | Expedició 30 EVA 1 * | Oleg Kononenko Anton Shkaplerov | 16 de febrer de 2012 14:31 | 16 de febrer de 2012 20:46 | 6 hores 15 minuts  |  |
| 162. | Expedició 30 EVA 1 * | En preparació per a propers desacoblaments del compartiment d'acoblament Pirs, la grua de treball Strela 1 va ser traslladada des d'aquest mòdul al Mini-Research Module 2. A més, va ser recuperat un mòdul experimental que exposa materials a l'entorn espacial, mentre que un altre experiment, l'experiment de mostres Vynoslivost va ser instal·lat en els passamans en el MRM2. Fora de dues unitats de maquinari per a l'experiment TEST, només una unitat va ser instal·lada abans que s'acabés el temps per a l'EVA. La tasca programada per instal·lar cinc escuts en el Zvezdà per protegir-lo de deixalles de micrometeoroides també va ser cancel·lada i es va reprogramar per realitzar-se durant el següent EVA. |                            |                            |                    |  |
| 163. | Expedició 32 EVA 1 * | Guennadi Pàdalka Iuri Malentxenko | 20 d'agost de 2012 15:37   | 20 d'agost de 2012 21:28   | 5 hores 51 minuts  |  |
| 163. | Expedició 32 EVA 1 * | Durant aquest passeig espacial la grua Strela 2 va ser traslladada del compartiment d'acoblament Pirs al mòdul de control Zarià en preparació per a propers desacoblaments de la Pirs que aplana el camí per a l'arribada del nou Mòdul Laboratori Multipropòsit en el 2013. La segona tasca va ser instal·lar escuts de micrometeoroides en el mòdul de servei Zvezdà. A més, es va desplegar un petit satèl·lit que és utilitzat pels controladors de terra per fer proves de seguiment utilitzat per ajudar les deixalles espacials de seguiment real. Finalment, però no menys important els astronautes han afegit suports muntats en una escala de la resclosa d'aire i recuperar un experiment de mostres Biorisk. Va fallar la recuperació d'una altra mostra d'un experiment d'exposició de materials perquè una frontissa es va enganxar i impedia doblegar-ho. |                            |                            |                    |  |
| 164. | Expedició 32 EVA 2   | Suni Williams Aki Hoshide | 30 d'agost de 2012 12:16   | 30 d'agost de 2012 20:33   | 8 hores 17 minuts  |  |
| 164. | Expedició 32 EVA 2   | L'objectiu principal d'aquesta EVA és reemplaçar el Main Bus Switching Unit (MBSU) 1 que va mostrar els primers indicis de problemes a l'octubre de 2011 amb una unitat de reemplaçament. A més, en preparació de la integració del nou mòdul rus (el Mòdul Laboratori Multipropòsit), es van reconduir alguns dels cables que hi seran connectats. Si el temps ho permet, les cobertes tèrmiques i de deixalles s'instal·laran en el PMA-2. |                            |                            |                    |  |
| 165. | Expedició 32 EVA 3   | Sunita Williams Akihiko Hoshide | 5 setembre 2012 11:06      | 5 setembre 2012 17:34      | 6 hores, 28 minuts |  |
| 165. | Expedició 32 EVA 3   | Es va instal·lar una nova unitat MBSU, treballant amb dificultats amb un dels perns; reemplaçada una de les càmeres muntades al CanadArm. Durant aquesta caminada espacial, Sunita Williams va batre el rècord de Peggy Whitson amb el temps total de caminada espacial per una dona. |                            |                            |                    |  |
|      |                      | |                            |                            |                    |  |
| 166. | Expedició 33 EVA 1   | Sunita Williams Akihiko Hoshide | 1 novembre 2012 12:29      | 1 novembre 2012 19:07      | 6 hores, 38 minuts |  |
| 166. | Expedició 33 EVA 1   | Reconfigurada i aïllada una fuita en el sistema de refrigeració d'amoníac de la cadena d'alimentació 2B en l'armadura P6 redirigint a un bucle de fuita i tornar a connectar els ponts de refrigeració a un bucle sense ús de l'Early External Thermal Control System (EETCS), i en tornar a desplegar l'arrossegament del Thermal Control Radiator del sistema. |                            |                            |                    |  |

## 2013
|      | Missió               | Astronautes | Inici (UTC)            | Fi (UTC)               | Duració            |  |
| 167. | Expedició 35 EVA 1 * | Pavel Vinogradov Roman Romanenko | 19 abril 2013 14:03    | 19 abril 2013 20:41    | 6 hores, 38 minuts |  |
| 167. | Expedició 35 EVA 1 * | Es va instal·lar l'experiment d'ones de plasma i ionosfera Obstanovka a l'exterior del mòdul de servei Zvezda. També es va substituir un dispositiu retroreflector avariat utilitzat com a ajuda de navegació per l'Automatic Transfer Vehicle i es va recuperar l'experiment de exposició de microbis Biorisk. Es va intentar aconseguir l'experiment de mostra de materials Vinoslivost que va fallar quan va caure accidentalment mentre es transportava de tornada cap a la resclosa d'aire del mòdul Pirs. |                        |                        |                    |  |
| 168. | Expedició 35 EVA 2   | Thomas Marshburn Christopher Cassidy | 11 maig 2013 12:44     | 11 maig 2013 18:14     | 5 hores, 30 minuts |  |
| 168. | Expedició 35 EVA 2   | Conegut com a US EVA 21. Inspeccionat i substituït una Pump Flow Control Subassembly en el P6 de l'estació que tenia una fuga de refrigerant d'amoníac. Aquest va ser el mateix sistema de fuita tèrmica del US EVA 20, realitzat l'1 de novembre de 2012. |                        |                        |                    |  |
|      |                      | |                        |                        |                    |  |
| 169. | Expedició 36 EVA 1 * | Fyodor Yurchikhin Alexander Misurkin | 24 juny 2013 13:32     | 24 juny 2013 20:06     | 6 hores, 34 minuts |  |
| 169. | Expedició 36 EVA 1 * | Substituït un regulador de flux de fluid en el mòdul Zarya, prova del sistema d'acoblament Kurs a l'estació abans de l'arribada d'un nou mòdul de Rússia, la instal·lació de l'experiment “Indicator”, la instal·lació de claus bretxa a l'exterior de l'estació i fotografiar el multilayer insulation (MLI) que protegeix el segment rus de micrometeoroides i prendre mostres de la superfície exterior del casc de pressió per sota del MLI per identificar signes de deteriorament del casc de pressió per material microscòpic. |                        |                        |                    |  |
| 170. | Expedició 36 EVA 2   | Christopher Cassidy Luca Parmitano | 9 juliol 2013 12:02    | 9 juliol 2013 18:09    | 6 hores, 7 minuts  |  |
| 170. | Expedició 36 EVA 2   | Conegut com a US EVA 22. Substituir un Space-to-Ground Transmitter Receiver Controller avariat i el Mobile Base Camera Light Pan-Tilt Assembly, recuperats els experiments MISSE-8 i ORMatE-III, fotografiat l'AMS-02, traslladats dos Radiator Grapple Bars a banda i banda de la estructura, encaminament de cables d'alimentació per a suportar el nou MLM rus i instal·lat una coberta de multi-layer insulation per protegir la interfície d'acoblament del PMA-2. |                        |                        |                    |  |
| 171. | Expedició 36 EVA 3   | Christopher Cassidy Luca Parmitano | 16 juliol 2013 11:57   | 16 juliol 2013 13:29   | 1 hores, 32 minuts |  |
| 171. | Expedició 36 EVA 3   | Conegut com a US EVA 23. Es va instal·lar un pont de derivació Y de línies d'energia en l'armadura Z1, enrutament de 1553 cables de dades per a un dispositiu de pinça i cables Ethernet per a un futur mòdul d'estació russa. A continuació, la caminada espacial va ser interrompuda després que Parmitano va informar l'excés de fuites d'aigua dins del seu casc. |                        |                        |                    |  |
| 172. | Expedició 36 EVA 4 * | Fyodor Yurchikhin Alexander Misurkin | 16 agost 2013 14:36    | 16 agost 2013 22:05    | 7 hores, 29 minuts |  |
| 172. | Expedició 36 EVA 4 * | Els cosmonautes van desenrotllar amb èxit i van encaminar dues línies d'alta de potència i un cable ethernet al llarg de l'exterior del mòdul d'emmagatzematge Zarya que es connectaria al nou laboratori Nauka després de la seva arribada el proper any. Misurkin també va muntar un palet experiment d'exposició espacial en un passamans fora del mòdul Poisk superior. Els cosmonautes van estendre una grua telescòpica des del principi per ajudar a moure grans rodets de cable del Pirs al Zarya. Va ser el 172è EVA i amb set hores i 29 minuts de durada va establir un nou rècord de caminada espacial russa, eclipsant l'anterior marca de set hores i 16 minuts establerts per dos cosmonautes fora de l'estació espacial Mir el juliol de 1990. |                        |                        |                    |  |
| 173. | Expedició 36 EVA 5 * | Fyodor Yurchikhin Alexander Misurkin | 22 agost 2013 11:34    | 22 agost 2013 17:32    | 5 hores, 58 minuts |  |
| 173. | Expedició 36 EVA 5 * | Es va retirar i instal·lar una plataforma d'apuntament de càmera i una estació de treball per a EVAs fora del mòdul de servei Zvezda, inspecció i enduriment de les diverses antenes que cobreix el Zvezda, i es va instal·lar nous ajuts per a la caminada espacial. |                        |                        |                    |  |
|      |                      | |                        |                        |                    |  |
| 174. | Expedició 37 EVA 1 * | Oleg Kotov Sergei Ryazanski | 9 novembre 2013 14:34  | 9 novembre 2013 20:24  | 5 hores, 50 minuts |  |
| 174. | Expedició 37 EVA 1 * | Van portar la torxa olímpica per als Jocs Olímpics d'Hivern de 2014 a l'exterior de l'ISS. També van continuar el treball en una estació de treball de l'activitat extravehicular i la plataforma de punter de dos eixos mitjançant l'eliminació dels suports de llançament i perns, així com la recuperació d'un paquet experimental. La instal·lació prevista d'una restricció del peu al seient de muntatge de l'estació de treball es va deixar per a una caminada espacial futura després que els astronautes van notar alguns problemes amb la seva alineació. |                        |                        |                    |  |
|      |                      | |                        |                        |                    |  |
| 175. | Expedició 38 EVA 1   | Michael S. Hopkins Richard Mastracchio | 21 desembre 2013 12:01 | 21 desembre 2013 17:29 | 5 hores, 28 minuts |  |
| 175. | Expedició 38 EVA 1   | El primer dels múltiples passejos espacials necessaris després que es redueixin les temperatures a causa d'una vàlvula interna encallada, el que va portar al deteriorament d'un mòdul de la bomba d'amoníac. Els astronautes van dur a terme el mòdul de la Active Thermal Control System's Loop A. També van connectar dues línies de fluid d'amoníac a una caixa pont després de desconnectar-ho des del mòdul de la bomba. Altres dues línies es van desconnectar i emmagatzemar a l'interior d'una manta tèrmica. |                        |                        |                    |  |
| 176. | Expedició 38 EVA 2   | Richard Mastracchio Michael S. Hopkins | 24 desembre 2013 11:53 | 24 desembre 2013 19:23 | 7 hores, 30 minuts |  |
| 176. | Expedició 38 EVA 2   | Recuperat un mòdul de la bomba d'amoníac de recanvi, instal·lat en braguer d'estribord, i connectat al circuit A del sistema de control tèrmic actiu. |                        |                        |                    |  |
| 177. | Expedició 38 EVA 3 * | Oleg Kotov Sergei Ryazanski | 27 desembre 2013 13:00 | 27 desembre 2013 21:07 | 8 hores, 7 minuts  |  |
| 177. | Expedició 38 EVA 3 * | Intent d'instal·lació de 2 càmeres d'alta definició per a l'observació de la Terra comercial a l'exterior del mòdul Zvezda, cancel·lat després que una de les càmeres no va poder proporcionar dades a terra durant l'assaig. També es va instal·lar i es va desfer l'equip experimental fora del segment rus. Fou l'EVA més llarg en la història de Rússia. |                        |                        |                    |  |

## 2014
|      | Missió               | Astronautes | Inici (UTC)           | Fi (UTC)              | Duració           |  |
| 178. | Expedició 38 EVA 4 * | Oleg Kotov Sergei Ryazanski | 27 gener 2014 14:00   | 27 gener 2014 20:08   | 6 hores 8 minuts  |  |
| 178. | Expedició 38 EVA 4 * | Es va instal·lar una High Resolution Camera (HRC) en el SM Plane IV; es va instal·lar una Medium Resolution Camera (MRC) en el SM Plane IV; es va fotografiar connectors elèctrics en els panells d'enllaç ФП11 i ФП19 del SM; es va retirar l'adaptador dels Worksite Interfaces (WIF) del SSRMS LEE B; es va recuperar el contenidor de casset СКК #2-СО del DC-1.                                                          |                       |                       |                   |  |
|      |                      | |                       |                       |                   |  |
| 179. | Expedició 39 EVA 1   | Richard Mastracchio Steven Swanson | 23 abril 2014 13:56   | 23 abril 2014 15:32   | 1 hores 36 minuts |  |
| 179. | Expedició 39 EVA 1   | Es va substituir una unitat avariada de Multiplexer/Demultiplexer (MDM) en l'estructura S0; també es van retirar dues cordes de seguretat de les portes del Secondary Power Distribution Assembly (SPDA). |                       |                       |                   |  |
|      |                      | |                       |                       |                   |  |
| 180. | Expedició 40 EVA 1 * | Alexander Skvortsov Oleg Artemyev | 19 juny 2014 14:10    | 19 juny 2014 21:33    | 7 hores 23 minuts |  |
| 180. | Expedició 40 EVA 1 * | Es va instal·lar un conjunt d'antena de fase automatitzada utilitzada pel sistema de telemetria i instruccions rus, es va reubicar una part de l'experiment Obstanovka que controla les partícules i plasma carregat en òrbita terrestre baixa, es va verificar la correcta instal·lació del universal work platform (URM-D), es va prendre mostres d'una de les finestres del Zvezda, i es va expulsar un marc d'experiment. |                       |                       |                   |  |
| 181. | Expedició 40 EVA 2 * | Alexander Skvortsov Oleg Artemyev | 18 agost 2014 14:02   | 18 agost 2014 19:13   | 5 hores 11 minuts |  |
| 181. | Expedició 40 EVA 2 * | Es va alliberar el cubesat Chasqui-1 a l'espai; es van instal·lar paquets d'experiments (experiment biològic EXPOSE-R2, la unitat de Plume Impingement and Deposit Monitoring), es van recuperar experiments (el panell d'exposició de materials Vinoslivost, l'experiment biològic Biorisk), es va substituir un casset de l'experiment SKK i es va afegir un passamà en una antena.                                         |                       |                       |                   |  |
|      |                      | |                       |                       |                   |  |
| 182. | Expedició 41 EVA 1   | Reid Wiseman Alexander Gerst | 7 octubre 2014 12:30  | 7 octubre 2014 18:43  | 6 hores 13 minuts |  |
| 182. | Expedició 41 EVA 1   | Es va reubicar una bomba de refrigeració en l'External Stowage Platform-2 (ESP-2), es van emmagatzemar barres de junta ajustables en l'ESP-2, es va substituir un External Television Camera Group (ETVCG) i es va instal·lar un Mobile Transporter Relay Assembly (MTRA) |                       |                       |                   |  |
| 183. | Expedició 41 EVA 2   | Reid Wiseman Barry E. Wilmore | 15 octubre 2014 12:16 | 15 octubre 2014 18:50 | 6 hores 34 minuts |  |
| 183. | Expedició 41 EVA 2   | Es va substituir una sequential shunt unit (SSU) avariada pel sistema d'energia 3A, es va traslladar el articulating portable foot restraint/tool stanchion (APFR/TS), es va retirar el camera port (CP) 7, es va reubicar el wireless video system external transceiver assembly (WETA) del CP8 al CP11, es va instal·lar un grup de càmeres de TV extern al CP8.                                                            |                       |                       |                   |  |
| 184. | Expedició 41 EVA 3 * | Maksim Surayev Aleksandr Samokutyayev | 22 octubre 2014 13:28 | 22 octubre 2014 17:06 | 3 hores 38 minuts |  |
| 184. | Expedició 41 EVA 3 * | Es va retirar i expulsar l'experiment Radiometriya des del Zvezda Plane II, es va retirar la coberta protectora de l'experiment EXPOSE-R, es van prendre mostres de la superfície de la finestra 2 extravehicular del Pirs (experiment TEST), es van retirar i expulsar dues antenes KURS 2ACф1-1 i 2ACф1-2 del Poisk, es va fotografiar l'exterior del segment rus de l'EEI.                                                 |                       |                       |                   |  |

## 2015
|      | Missió               | Astronautes | Inici (UTC)            | Fi (UTC)               | Duració            |  |
| 185. | Expedició 42 EVA 1   | Barry E. Wilmore Terry W. Virts | 21 febrer 2015 12:45   | 21 febrer 2015 19:26   | 6 hores, 41 minuts |  |
| 185. | Expedició 42 EVA 1   | Es van ajuntar i encaminar cables de dades i energia a la part posterior del mòdul Harmony com a part de les preparacions per la instal·lació del International Docking Adapter al PMA-2. |                        |                        |                    |  |
| 186. | Expedició 42 EVA 2   | Barry E. Wilmore Terry W. Virts | 25 febrer 2015 11:51   | 25 febrer 2015 18:34   | 6 hores, 43 minuts |  |
| 186. | Expedició 42 EVA 2   | Es va finalitzar l'encaminament dels cables de dades i elèctrics a la part posterior del mòdul Harmony. Es van retirar perns de llançament des de la part davantera fins als ports d'acoblament de popa del Tranquility per preparar la reubicació del Permanent Multipurpose Module i la instal·lació del Bigelow Expandable Activity Module. Es va lubricar l'efector de l'extrem del Canadarm2. |                        |                        |                    |  |
| 187. | Expedició 42 EVA 3   | Terry W. Virts Barry E. Wilmore | 1 març 2015 11:52      | 1 març 2015 17:30      | 5 hores, 38 minuts |  |
| 187. | Expedició 42 EVA 3   | Es va finalitzar l'encaminament de cable, instal·lació d'antena i retro-reflector en ambdós costats de l'estructura de l'EEI en altres mòduls en preparació per la instal·lació del International Docking Adapter al PMA-2 i 3. |                        |                        |                    |  |
|      |                      | |                        |                        |                    |  |
| 188. | Expedició 44 EVA 1 * | Gennady Padalka Mikhail Korniyenko | 10 agost 2015 14:20    | 10 agost 2015 19:51    | 5 hores 31 minuts  |  |
| 188. | Expedició 44 EVA 1 * | Es van sostenidors en la carcassa de l'estació per facilitat el moviment dels membres de la tripulació en propers passeigs espacials, es van netejar les finestres del mòdul de servei Zvezda, es van instal·lar tancaments en les antenes de comunicacions, es va substituir una antena d'acoblament vella, es van fotografiar diverses ubicacions i maquinari en el Zvezda i mòduls propers, i es va recuperar un experiment d'entorn espacial. |                        |                        |                    |  |
|      |                      | |                        |                        |                    |  |
| 189. | Expedició 45 EVA 1   | Scott Kelly Kjell N. Lindgren | 28 octubre 2015 12:03  | 28 octubre 2015 19:19  | 7 hores 16 minuts  |  |
| 189. | Expedició 45 EVA 1   | Es va afegir una coberta tèrmica en l'Alpha Magnetic Spectrometer; lubricant un dels enclavaments extrems del braç robòtic Canadarm2; i es va començar la feina per connectar els cables de dades i elèctrics per la futura instal·lació dels adaptadors d'acoblament pels propers vehicles tripulats estatunidencs. |                        |                        |                    |  |
| 190. | Expedició 45 EVA 2   | Kjell N. Lindgren Scott Kelly | 6 novembre 2015 11:22  | 6 novembre 2015 19:10  | 7 hores 48 minuts  |  |
| 190. | Expedició 45 EVA 2   | Es va treballar en recuperar una part del sistema de refrigeració de l'EEI a la seva configuració inicial, tornant els nivells de refrigerador d'amoníac als normals en els conjunts de radiadors de reserva i primaris. |                        |                        |                    |  |
|      |                      | |                        |                        |                    |  |
| 191. | Expedició 46 EVA 1   | Scott Kelly Timothy Kopra | 21 desembre 2015 13:45 | 21 desembre 2015 16:01 | 3 hores 16 minuts  |  |
| 191. | Expedició 46 EVA 1   | Kelly i Kopra van realitzar un EVA per solucionar el problema del carret d'estribord del Crew Equipment Translation Aid (CETA) i del Mobile Transporter (MT). El carret CETA d'estribord està enllaçat al costat del Mobile Transporter (MT), i la seva frenada va ser utilitzada per evitar el moviment del MT. Kelly va alliberar la fixació i el MT va ser dirigit amb èxit pels Robotic Ground Controllers per traslladar el Worksite 4 on va ser enganxat i endollat. A part de la tasca del carret CETA, Kelly i Kopra van avançar en algunes activitats. Kelly va encaminar l'energia del Pressurized Mating Adapter (PMA) 3 i els cables Ethernet del International Docking Adapter (IDA) al llarg del Node 1. Kopra va obrir les portes del Secondary Power Distribution Assembly (SPDA) per a futures operacions robòtiques, es va encaminar un cable ethernet pel Multipurpose Laboratory Module (MLM), i es va recuperar una eina Scoop/D-Handle d'una caixa d'eines de l'estructura. |                        |                        |                    |  |

## 2016
|      | Missió              | Astronautes | Inici (UTC)         | Fi (UTC)            | Duració           |  |  |  |
| 192. | Expedició 46 EVA 2  | Timothy Kopra Tim Peake | 15 gener 2016 12:48 | 15 gener 2016 17:31 | 4 hores 43 minuts |  |  |  |
| 192. | Expedició 46 EVA 2  | Es va substituir una unitat 1B Shunt, es va continuar la instal·lació dels cables del IDA. L'EVA va ser finalitzat abans d'hora quan Kopra va informar de la formació d'una petita bombolla d'aigua en el seu casc. El principal objectiu, la substitució del SSU, va ser finalitzat amb èxit. |                     |                     |                   |  |  |  |
| 193. | Expedició 46 EVA 3* | Yuri Malenchenko Sergey Volkov | 3 febrer 2016 12:55 | 3 febrer 2016 17:40 | 4 hores 45 minuts |  |  |  |
| 193. | Expedició 46 EVA 3* | Es va conduir l'experiment ‘Test’ obtenint mostres de diverses ubicacions (l'escotilla del Pirs, finestra #8 del Zvezda) i prenent fotografies d'enginyeria de diverses àrees del segment de popa de l'EEI, es va expulsar una caixa que contenia una unitat de flaix amb missatges de video de la celebració del 70è aniversari del Dia de la Victòria, es va recuperar l'experiment d'astrobiologia EXPOSE-R, es va guardar un casset de l'experiment CKK 2-M2 i substituir-lo amb el casset CKK 3-M3, es va configurar una càrrega útil de detecció de plomall, es va instal·lar la càrrega útil Vinoslivost (un altre experiment d'exposició espacial) es van instal·lar fixacions en el segment rus, i es va recuperar el “Restavratsiya” (Restauració) Experiment Hardware, obtenint experiència en l'aplicació espacial de revestiments de superfícies adhesives per a futurs usos operacions en reparacions espacials d'equipament extern. |                     |                     |                   |  |  |  |
| 193. | Expedició 46 EVA 3* | |                     |                     |                   |  |  |  |
| 194. | Expedició 48 EVA 1  | Jeff Williams Kate Rubins | 19 ago 2016 13:04   | 19 ago 2016 19:02   | 5 hores 58 minuts |  |  |  |
| 194. | Expedició 48 EVA 1  | Instal·lació del International Docking Adapter (IDA) i la instal·lació dels cables per al futur IDA |                     |                     |                   |  |  |  |
| 195. | Expedició 48 EVA 2  | Jeff Williams Kate Rubins | 1 set 2016 11:53    | 1 set 2016 17:41    | 6 hores 48 minuts |  |  |  |
| 195. | Expedició 48 EVA 2  | L'objectiu principal d'aquesta EVA era per retreure un radiador tèrmic sobre l'estructura del port. Aquest radiador tenia que ser recollit durant l'Expedició 45 EVA 2 (6 nov 2015) però no es va completar. El radiador va ser desplegat en l'Expedició 33 EVA 1 (1 nov 2012) en un intent d'aïllar una fuita de refrigerant. Tasques completades addicionals van incloure la instal·lació càmeres de video en HD en el costat del port/fora borda de l'estació (un zenit, un nadir), aplicant un parell de torsió addicional per les unions SARJ, es va fotografiar l'interior de la SARJ, es va lligar de nou una coberta protectora de maquinari que seria robòticament manipulat més tard, i la vinculació de nou manetes de fre de la cistella de Crew and Equipment Translation Aid (CETA) per mantenir-los fora de la rotació envoltant de la SARJ.                                                                                        |                     |                     |                   |  |  |  |

## 2017
|      | Missió             | Astronautes | Inici (UTC)       | Fi (UTC)          | Duració           |  |
| 196. | Expedició 50 EVA 1 | Peggy Whitson Shane Kimbrough | 6 gen 2017 11:23  | 6 gen 2017 17:55  | 6 hores 32 minuts |  |
| 196. | Expedició 50 EVA 1 | Es van instal·lar plaques adaptadores i cables per les bateries noves en el canal d'energia 3A, imatges de l'AMS, es va retirar una càmera i el cable d'Ethernet. |                   |                   |                   |  |
| 197. | Expedició 50 EVA 2 | Shane Kimbrough Thomas Pesquet | 13 gen 2017 11:22 | 13 gen 2017 17:20 | 5 hores 58 minuts |  |
| 197. | Expedició 50 EVA 2 | Objectius primaris: Es va recuperar la Placa d'Adaptador E i F de l'Express Pallet (EP), es va instal·lar la Placa d'Adaptador F en la Ranura 6, es va ressituar la bateria 4 a la Placa d'Adaptador F, es va instal·lar la Placa d'Adaptador E en la Ranura 4, es va recuperar i instal·lar la Placa d'Adaptador D en la Ranura 2, es van assegurar els perns del H1 en les bateries de Li-Ion en les Ranures 1 i 5 Tasques per avançat: es van estibar les cobertes del Node 3 Shields Bundle #3 Temp, instal·lació de Mobile Transporter Relay Assembly (MTRA) i intercanviar el Camera Light Pan and Tilt Assembly (CLPA) i el Latching End Effector (LEE) A Worksite Interface Fixture (WIF) Adapter R&R, es va fotografiar a la popa S0 del Z1 del davant (Rat’s Nest), es van fixar Secure Solar Array Blanket Boxes (SABB), es va ressituar els Shields Bundle #2 al Node 3 |                   |                   |                   |  |
| 198. | Expedició 50 EVA 3 | Shane Kimbrough Thomas Pesquet | 24 mar 2017 11:24 | 24 mar 2017 17:58 | 6 hores 34 minuts |  |
| 198. | Expedició 50 EVA 3 | Es va preparar el PMA per ser traslladat, es va instal·lar un nou Epic MDM, treball en càmeres, es va lubricar l'efector d'extrem del Canadarm2 i es va inspeccionar un valor de radiador. |                   |                   |                   |  |
| 199. | Expedició 50 EVA 4 | Shane Kimbrough Peggy Whitson | 30 mar 2017 12:29 | 30 mar 2017 19:33 | 7 hores 4 minuts  |  |
| 199. | Expedició 50 EVA 4 | Es va retirar l'EXT-1 MDM i es va instal·lar l'EPIC MDM, es va instal·lar els protectors axials del Node 3 incloent la substitució d'un protector perdut amb la coberta del PMA-3, es van instal·lar faixes al PMA-3, es va retirar la coberta del PMA-3, es van realitzar les connexions del PMA-3, es va tancar el port CDC del Node 3, es va inspeccionar i netejar el port d'acoblatge que dona cara a la Terra del mòdul Harmony |                   |                   |                   |  |
|      |                    | |                   |                   |                   |  |
| 200. | Expedició 51 EVA 1 | Peggy Whitson Jack D. Fischer | 12 mai 2017 13:08 | 12 mai 2017 17:21 | 4 hores 13 minuts |  |
| 200. | Expedició 51 EVA 1 | Es va substituir un ExPRESS Carrier Avionics (ExPCA), es va instal·lar una coberta davantera del Pressurized Mating Adapter-3 (PMA-3), es va instal·lar l'Alpha Magnetic Spectrometer (AMS) MIL-1553 Terminator, es va assegurar un Multilayer Insulation (MLI) al Sistema Manipulador Japonès, es va moure una fixació de peu mòbil al PMA-3 |                   |                   |                   |  |
| 201. | Expedició 51 EVA 2 | Peggy Whitson Jack D. Fischer | 23 mai 2017 12:20 | 23 mai 2017 15:06 | 2 hores 46 minuts |  |
| 201. | Expedició 51 EVA 2 | Es va substituir un Multiplexer-Demultiplexer (MDM) avariat, es van instal·lar dues Antenes de Comunicacions Sense Fils (Wireless Communication Anntenna) |                   |                   |                   |  |

*denota les caminades espacials realitzades des del compartiment d'acoblament Pirs en vestits espacials russos Orlan.

^denota les caminades espacials realitzades des del compartiment d'acoblament Poisk en vestits espacials russos Orlan

†denota les caminades espacials realitzades des de la comabra d'aire del transpordador espacial.

Totes les caminades espacials realitzades des de la cambra d'aire Quest.

Els passeigs espacials de les Expedicions de l'ISS són separats dels passeigs del Transbordador per un separador.

## Galeria
| Stephen Robinson participa en el tercer passeig espacial durant la missió STS-114  | L'astronauta de l'Agència Espacial Europea Christer Fuglesang participa en el segon passeig espacial de la missió STS-116  | Steven Swanson saluda a Patrick G. Forrester durant el tercer EVA de la missió STS-117  | Robert L. Behnken en el tercer passeig espacial de la missió STS-123  |
| Stephen Robinson participa en el tercer passeig espacial durant la missió STS-114. | L'astronauta de l'Agència Espacial Europea Christer Fuglesang participa en el segon passeig espacial de la missió STS-116. | Steven Swanson saluda a Patrick G. Forrester durant el tercer EVA de la missió STS-117. | Robert L. Behnken en el tercer passeig espacial de la missió STS-123. |